# Marquesado de Mondéjar

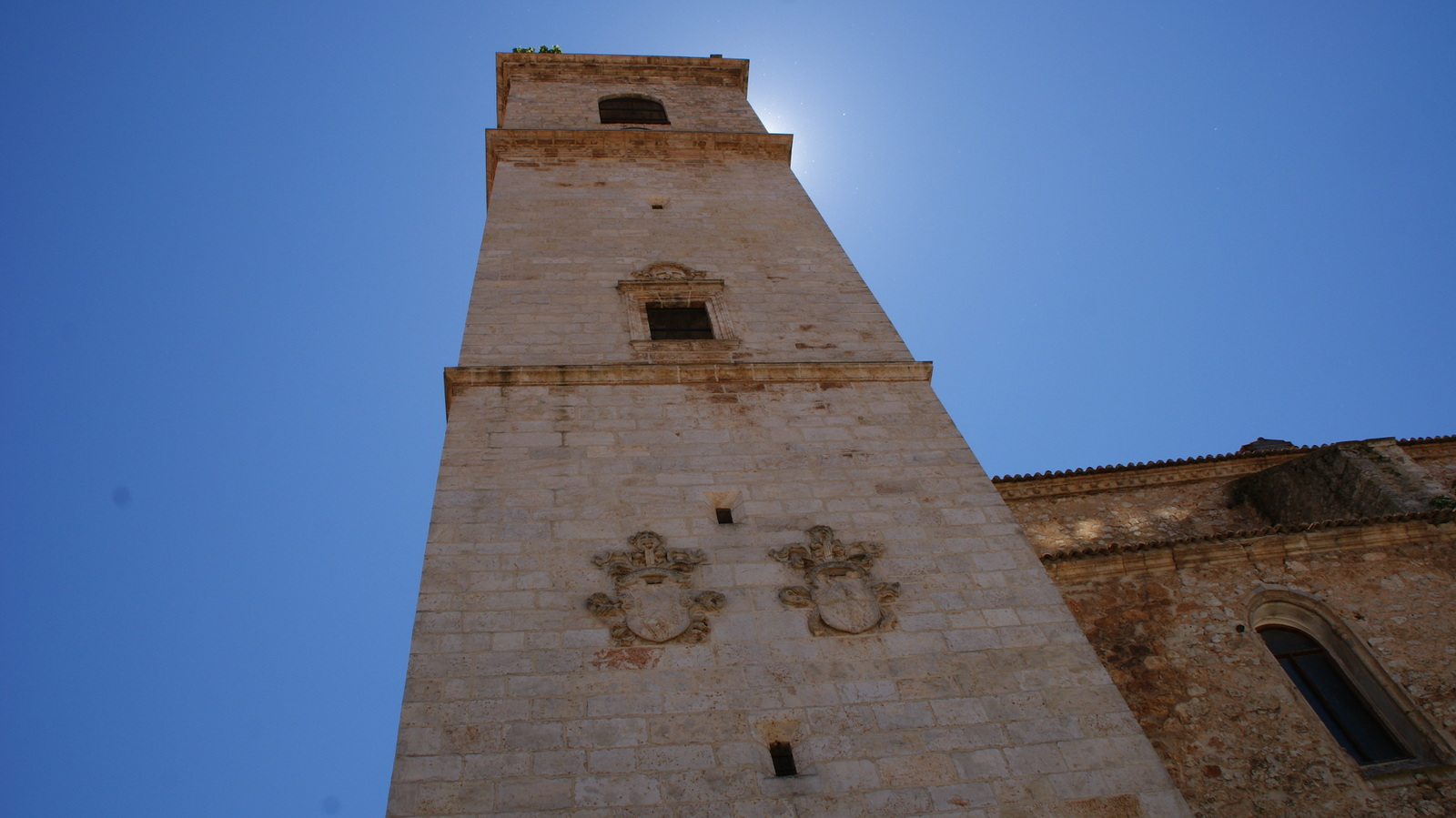
Las armas de los Mendoza, marqueses de Mondéjar, labradas en la torre de la iglesia parroquial de Santa María Magdalena de su villa de Mondéjar.

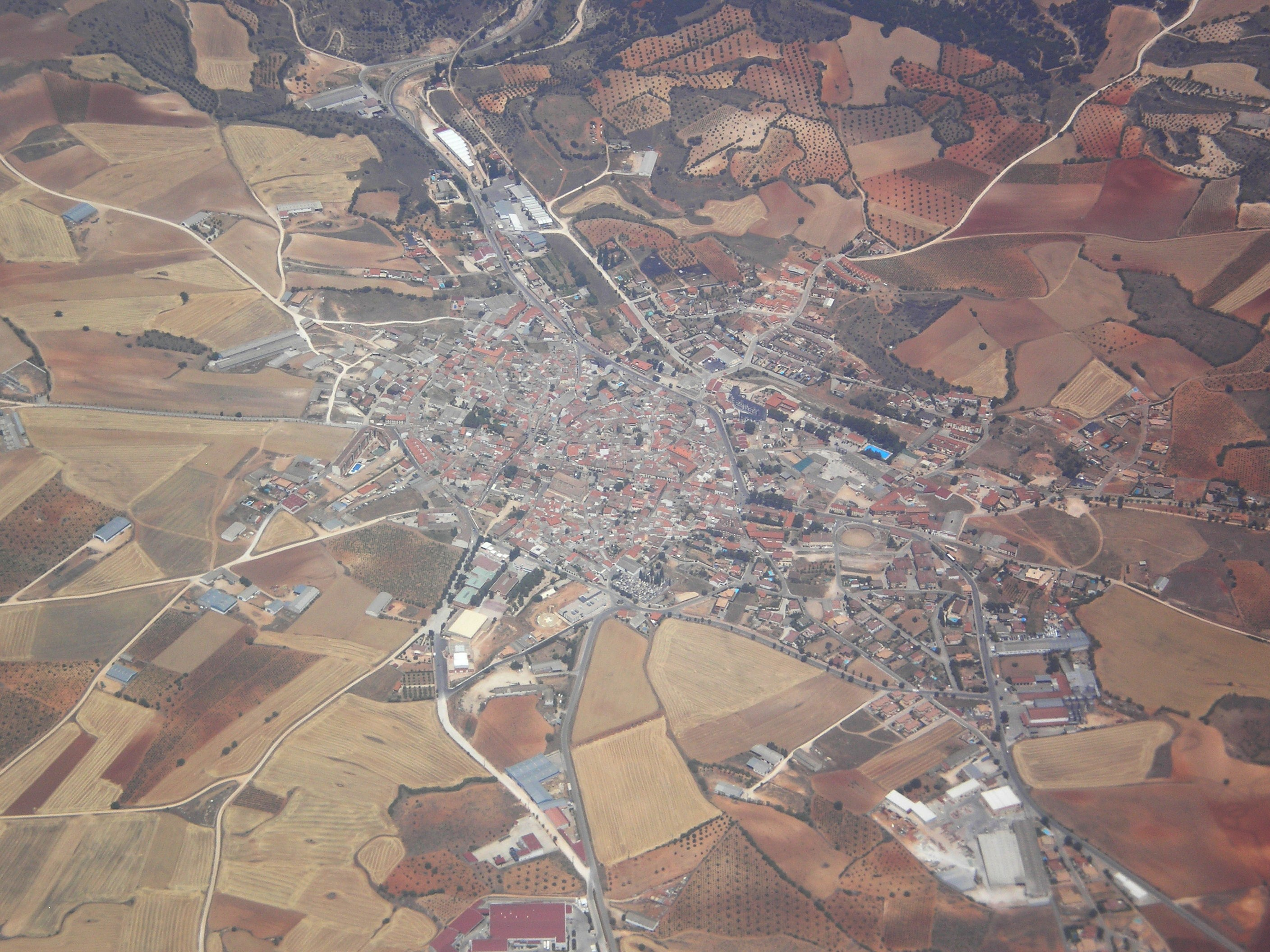
Vista aérea de la villa de Mondéjar en la comarca de la Alcarria y provincia de Guadalajara (España).

El marquesado de Mondéjar es un título nobiliario español, de Castilla, que desde 1724 comporta la dignidad de grande de España de primera clase. Fue creado el 25 de septiembre de 1512 por Fernando el Católico, regente por incapacidad de la reina Juana I, su hija, en favor de Íñigo López de Mendoza y Quiñones (1440-1515), II conde de Tendilla desde 1479 y señor de Mondéjar, llamado el Gran Tendilla, alcaide perpetuo de la Alhambra de Granada, capitán general de este reino, comendador de Socuéllamos en la Orden de Santiago, embajador de los Reyes Católicos cerca del Papa Inocencio VIII.
El concesionario era hermano de Diego Hurtado de Mendoza (1444-1502), arzobispo de Sevilla y el segundo cardenal de su linaje; hijo de Íñigo López de Mendoza (1419-1479), I conde de Tendilla; sobrino carnal de Diego Hurtado de Mendoza  (1417-1479), I duque del Infantado, y de Pedro González de Mendoza (1428-1495), arzobispo de Toledo, el Gran Cardenal de España, y nieto del poeta y magnate Íñigo López de Mendoza (1398-1458), I marqués de Santillana.

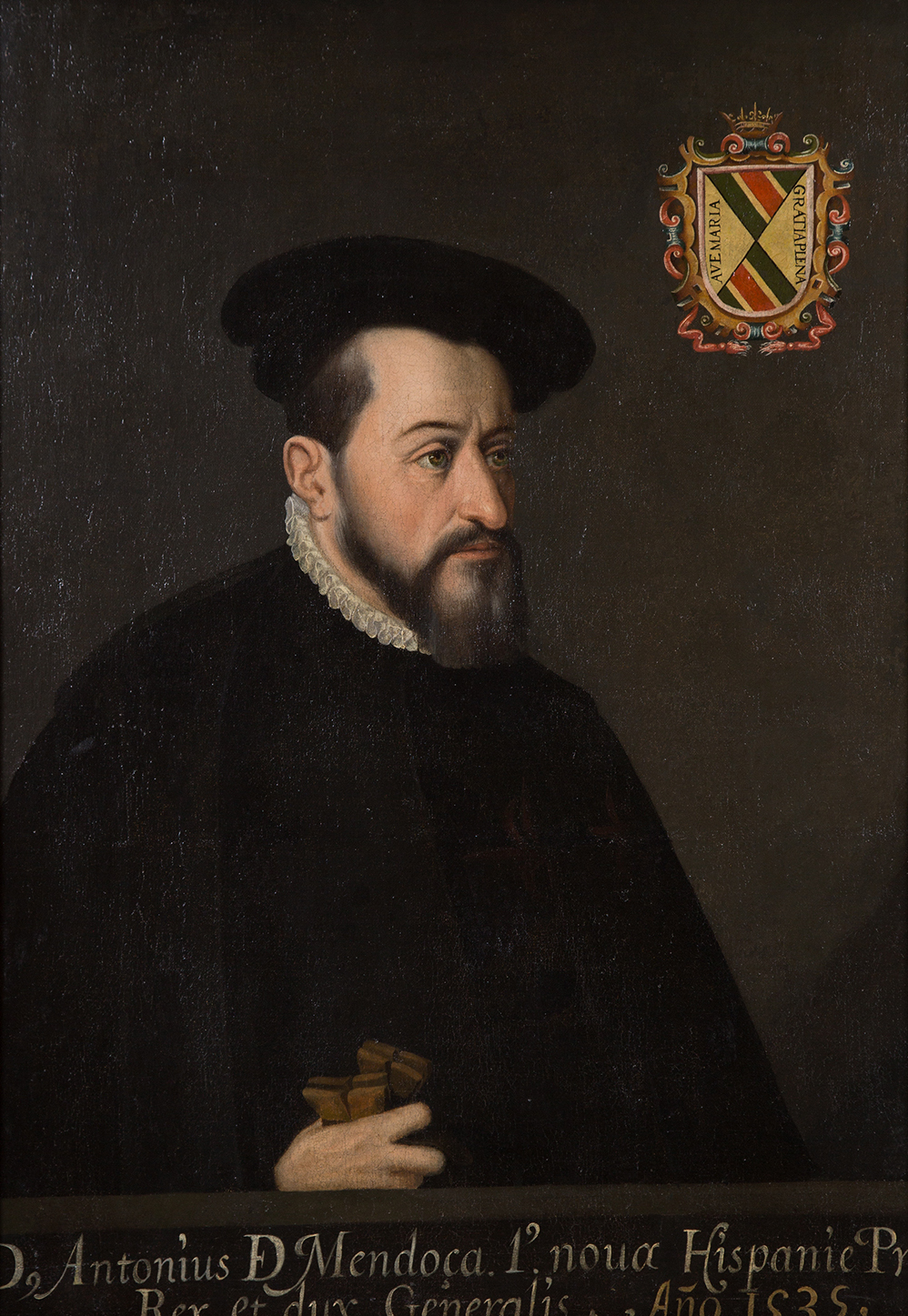
Antonio de Mendoza y Pacheco, virrey de la Nueva España y del Perú, hijo tercero del I marqués de Mondéjar.

Por Real Cédula del 9 de septiembre de 1541, el emperador y rey Carlos I dispuso que en adelante el condado de Tendilla se sucediese como título de espera «para los primogénitos de la casa de los marqueses de Mondéjar».
El rey Felipe V otorgó a la casa de Mondéjar la grandeza de España de primera clase por Real Decreto de 24 de julio de 1724 y Real Despacho del 26 de septiembre siguiente, en cabeza del X marqués, José de Mendoza e Ibáñez de Segovia. Como antecedente de esta creación, se suele citar la dignidad de grande que gozó con carácter vitalicio Luis Hurtado de Mendoza y Pacheco, II marqués de Mondéjar, concedida al parecer por el césar Carlos hacia 1530 y confirmada por el rey Felipe II en el año 1556, primero de su reinado.
El marquesado tomaba denominación de la villa y municipio de Mondéjar, que era de señorío del concesionario. Esta villa, como la de Tendilla y los principales estados de la casa de Mendoza —los que integraban el mayorazgo del Infantado, con cabeza en el palacio de este título de la ciudad de Guadalajara— pertenece a la comarca de la Alcarria y actual provincia de Guadalajara, en el centro geográfico de España y no lejos de la corte (desde que Felipe II la fijó en Madrid).

## El señorío de la villa de Mondéjar
Íñigo López de Mendoza y Quiñones, el Gran Tendilla, poseyó la villa de Mondéjar por compra a los Reyes Católicos, quienes la habían confiscado al principio de su reinado, pero era el sucesor de los antiguos señores por muy prolijos títulos, pues le tocaba mitad de la jurisdicción por herencia de sus padres y mitad por derecho de Marina Lasso de la Vega y Mendoza, su primera mujer y prima. El complicado proceso por el que este señorío se incorporó al patrimonio de los Mendoza es un ejemplo muy ilustrativo de la estrategia matrimonial del linaje, encaminada en este caso a redondear sus posesiones alcarreñas.
En el segundo tercio del siglo XV, la jurisdicción de la villa y término de Mondéjar estaba dividida en varias voces o partes, y dos señoras de distinto linaje trajeron en dote algunas de ellas cuando casaron con sendos hijos del I marqués de Santillana. En efecto, una parte menor pertenecía a Diego Fernández de Quiñones y María de Toledo, señores de Luna, quienes hacia 1440 la mandaron en dote a su hija Elvira de Quiñones al casarla con Íñigo López de Mendoza, I conde de Tendilla, segundo hijo varón del citado marqués. Los condes de Tendilla acrecieron su cuota de jurisdicción por compra de otras voces, hasta llegar a la mitad, para lo cual «vendieron la villa de Monesterio y sus lugares de Campillo y las Pozas», y en 1478 fundaron vínculo de la parte que reunieron en favor de su primogénito.
Y la otra mitad de la villa era de los Carrillo: de una línea menor de los señores de Hormaza. A mediados de siglo pertenecía a Juan Carrillo de Toledo, llamado señor de Mondéjar, y a María de Sandoval, su mujer, quienes dotaron con ella a su hija Inés Carrillo al casarla con Pedro Lasso de Mendoza, cuarto hijo varón del I marqués de Santillana. De estos la hubo su primogénita, Catalina Lasso de la Vega, que casó con Luis de la Cerda y de la Vega, su primo, I duque de Medinaceli. Y Catalina la mandó en dote a su hermana Marina Lasso de Mendoza cuando esta casó con otro primo suyo: el II conde de Tendilla, heredero de la otra mitad de la jurisdicción como se ha dicho. Después se siguió un pleito sobre ello entre el conde de Tendilla y su cuñado Pedro de Castilla, segundo marido de Catalina Lasso.
Estas complicadas operaciones patrimoniales fueron en balde, porque los Reyes Católicos, al comienzo de su reinado, confiscaron la villa de Mondéjar y mandaron derribar su castillo para castigar el apoyo de los Mendoza a la Beltraneja en la Guerra de Sucesión Castellana. En 1486 Íñigo López de Mendoza, II conde de Tendilla, embajador en Roma a la sazón, la compró de nuevo a la Corona al precio de doce millones de maravedís, ejerciendo el tanteo como causahabiente de los antiguos señores, y en 1512 fue creado marqués de Mondéjar. Marina Lasso, su primera mujer y heredera de los Carrillo, había muerto sin descendencia. La casa quedó en la de su segundo matrimonio.

## Lista de marqueses de Mondéjar
|                                  | Titular                                                            | Periodo                          |
| Creación por Juana I de Castilla | Creación por Juana I de Castilla                                   | Creación por Juana I de Castilla |
| -------------------------------- | ------------------------------------------------------------------ | -------------------------------- |
| I                                | Íñigo López de Mendoza y Quiñones, el Gran Tendilla                | 1512-1515                        |
| II                               | Luis Hurtado de Mendoza y Pacheco                                  | 1515-1566                        |
| III                              | Íñigo López de Mendoza                                             | 1566-1580                        |
| IV                               | Luis Hurtado de Mendoza                                            | 1580-1604                        |
| V                                | Íñigo López de Mendoza                                             | 1604-1647                        |
| VI                               | Íñigo López de Mendoza y Vargas                                    | 1647-1656                        |
| VII                              | María López de Mendoza                                             | 1656-1662                        |
| VIII                             | Francisca Juana de Mendoza y Córdoba                               | 1662-1679                        |
| IX                               | María Gregoria de Mendoza y Córdoba                                | 1679-1712                        |
| X                                | José López de Mendoza Ibáñez de Segovia                            | 1712-1734                        |
| XI                               | Nicolás Luis López de Mendoza Ibáñez de Segovia y Velasco          | 1734-1742                        |
| XII                              | Nicolás María López de Mendoza Ibáñez de Segovia y Alarcón         | 1742-1767                        |
| XIII                             | Marcos Ignacio López de Mendoza Ibáñez de Segovia y Velasco        | 1767-1779                        |
| XIV                              | Catalina Eulalia de Mendoza Ibáñez de Segovia y Velasco            | 1779-c.1780                      |
| XV                               | Pascual Benito Bellvís de Moncada y Mendoza                        | c.1780-1781                      |
| XVI                              | Juan de la Cruz Bellvís de Moncada y Pizarro                       | 1781-1835                        |
| XVII                             | Antonio Ciriaco Bellvís de Moncada y Toledo                        | 1835-1842                        |
| XVIII                            | José Álvarez de las Asturias Bohorques y Bellvís de Moncada]]      | 1842-1852                        |
| XIX                              | Íñigo Álvarez de las Asturias Bohorques y Bohorques                | 1857-1883                        |
| XX                               | María de los Dolores Álvarez de las Asturias Bohorques y Bohorques | 1884-1900                        |
| XXI                              | María del Carmen Álvarez de las Asturias Bohorques y Bohorques     | 1900-1931                        |
| XXII                             | María Luisa Cotoner y Álvarez de las Asturias Bohorques            | 1936-1948                        |
| XXIII                            | Nicolás Cotoner y Cotoner                                          | 1952-1996                        |
| XXIV                             | Íñigo Alfonso Cotoner y Martos                                     | 1997-hoy                         |

## Historia genealógica

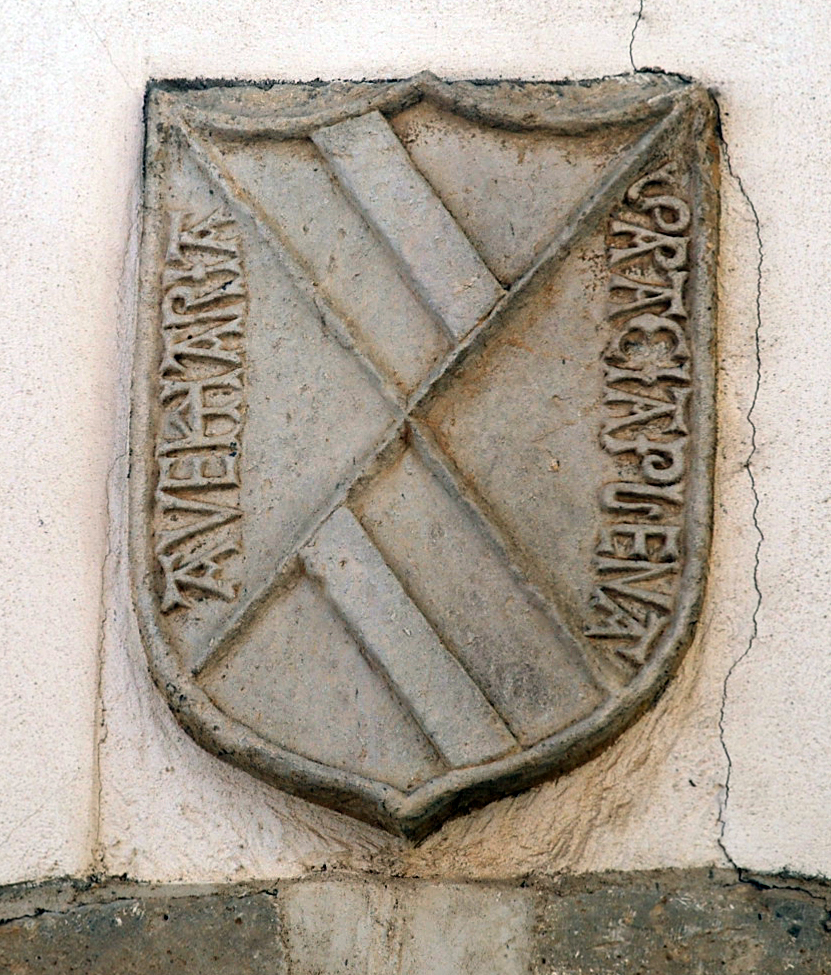
Armas de los Mendoza de la Vega en su casa de Carrión de los Condes, natal del I marqués de Santillana.

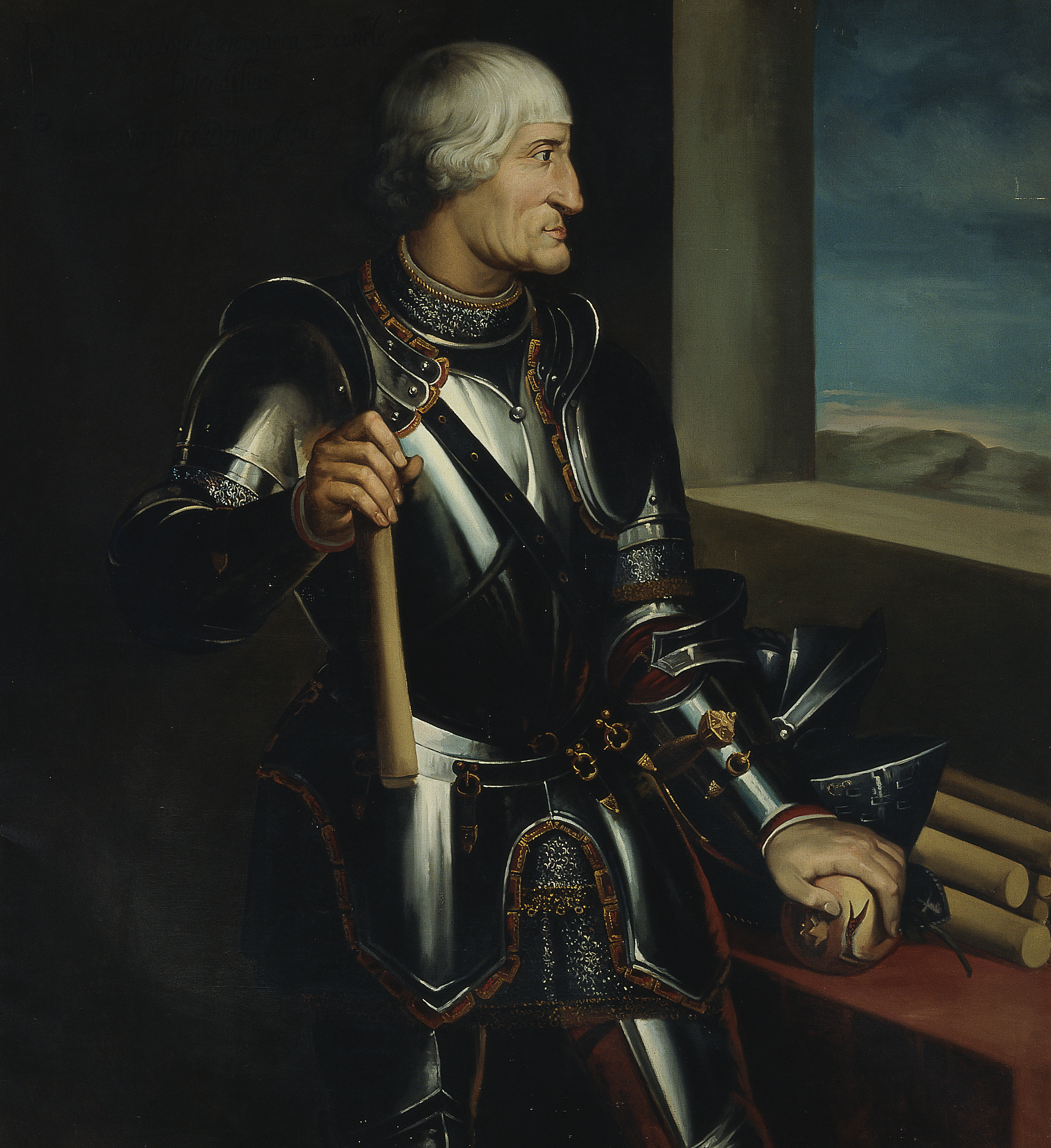
Íñigo López de Mendoza y Quiñones, el Gran Tendilla, II conde de Tendilla y I marqués de Mondéjar.

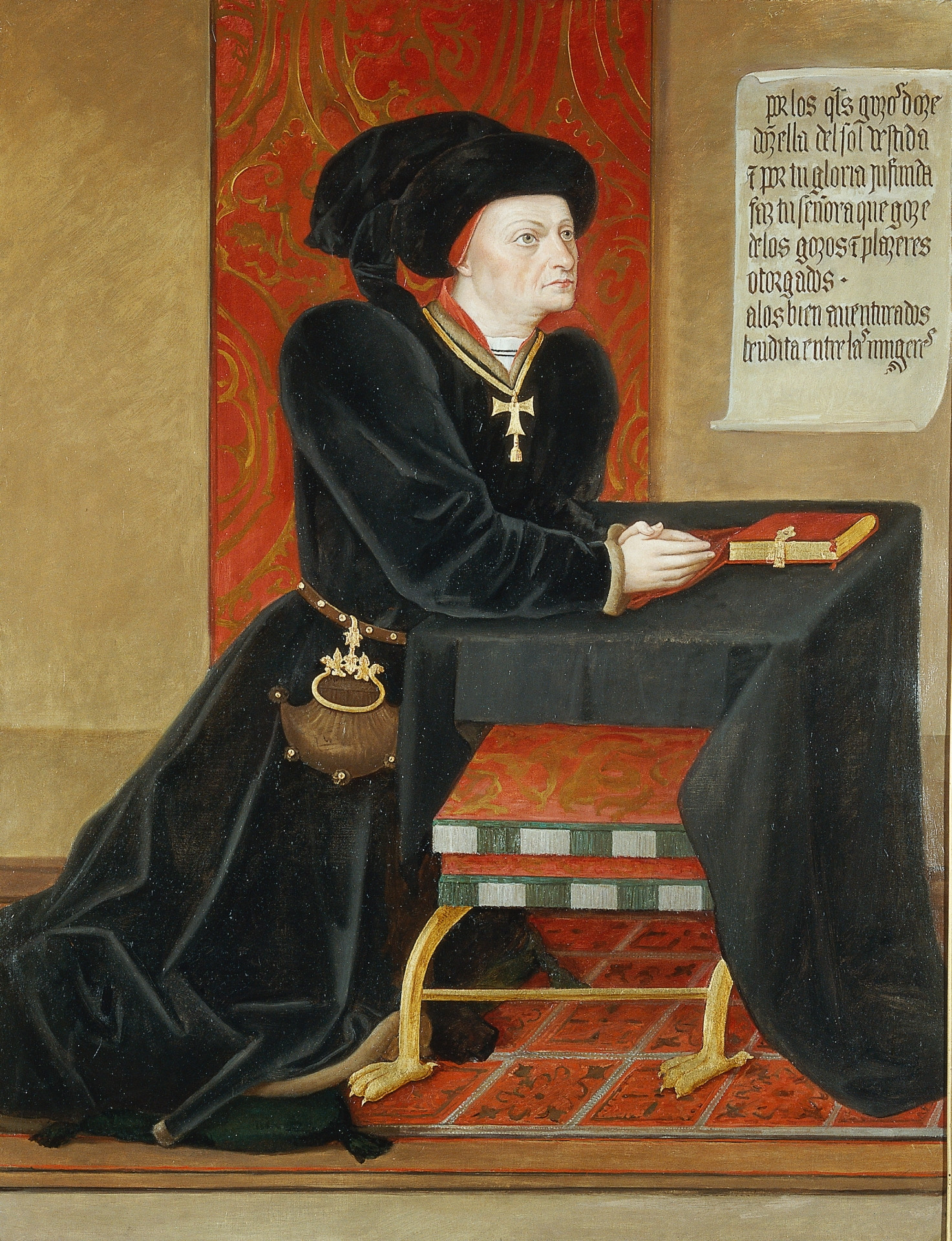
Íñigo López de Mendoza (1398-1458), I marqués de Santillana y I conde del Real de Manzanares, señor de Hita y Buitrago, abuelo del I marqués de Mondéjar. Deseoso de redondear sus posesiones alcarreñas, el gran magnate y poeta de mediados del siglo XV puso sus ojos en la villa de Mondéjar, cuya jurisdicción se repartían por entonces varias familias, y casó a dos de sus hijos con las herederas de las dos partes mayores. Preveía sin duda para la siguiente generación la reunión de ambas mediante un nuevo matrimonio. Y en efecto, su nieto Íñigo López de Mendoza y Quiñones, II conde de Tendilla y heredero de la mitad de Mondéjar, casó con Marina Lasso de Mendoza, su prima, que trajo en dote la otra mitad. Este retrato, pintado por Jorge Inglés, forma parte del Retablo de los Gozos de Santa María (1455), encargado por el marqués para la capilla del hospital que fundó en su villa de Buitrago, y que hoy se exhibe en el Museo del Prado por cesión en depósito del actual duque del Infantado. En el letrero del ángulo superior derecho, la última estrofa de sus Gozos de Santa María, poema que constituye el programa iconográfico del retablo: «Por los quales gozos doce, / doncella del Sol vestida, / e por tu gloria infinida, / fac tú, Señora, que goce / de los gozos e placeres / otorgados / a los Bienaventurados, / bendita entre las mujeres».

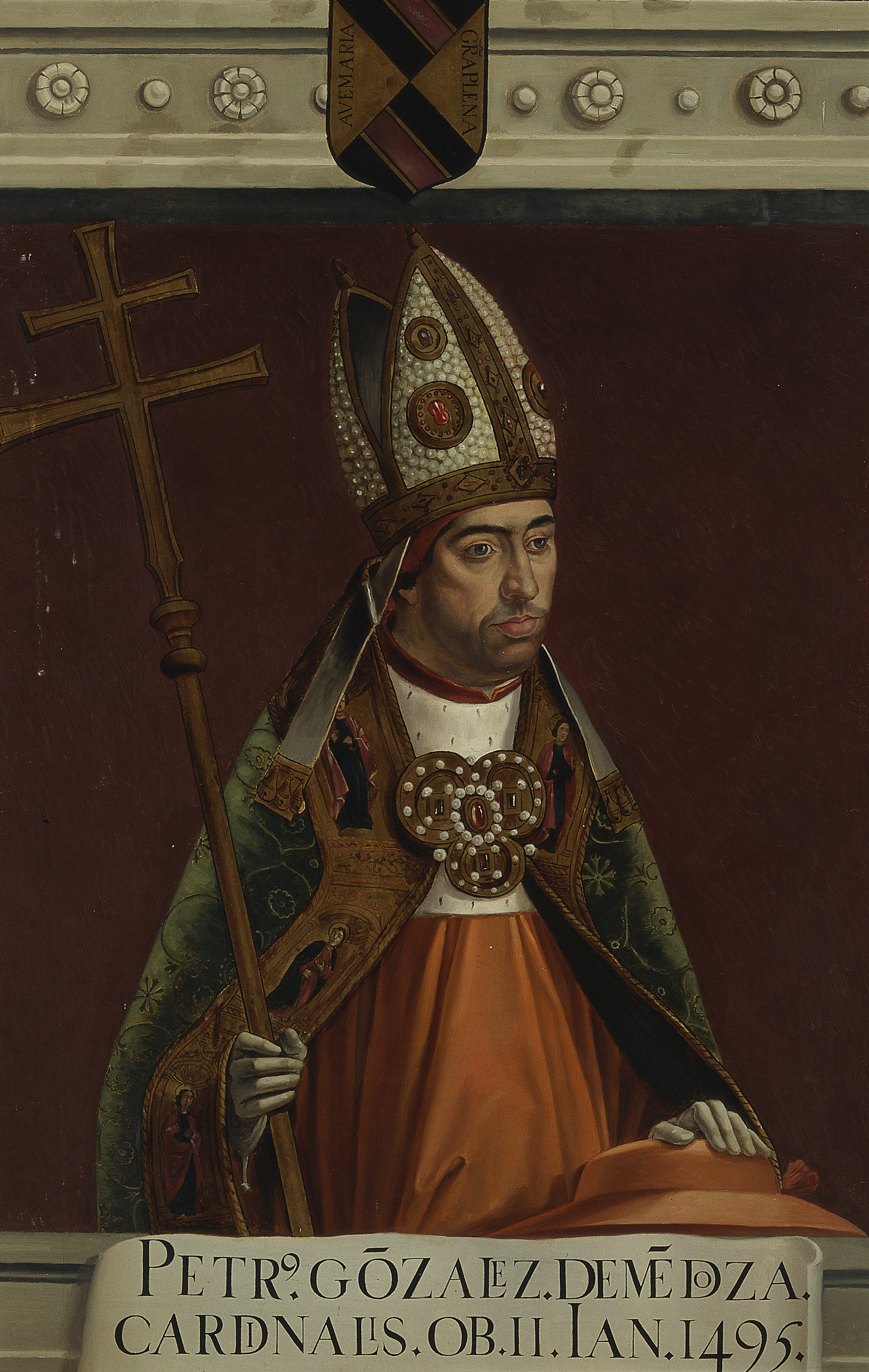
Pedro González de Mendoza, Gran Cardenal de España y arzobispo de Toledo, tío carnal del I marqués de Mondéjar. Fue una de las figuras más brillantes y representativas de la aristocracia castellana de la segunda mitad del siglo XV, hasta el punto de merecer —en tiempos de los Reyes Católicos— el sobrenombre de tercer Rey de España. Curiosamente, fue el cardenal Mendoza quien favoreció ante la joven reina Isabel al franciscano Cisneros, de quien siempre fue muy afecto pese a la diferencia de caracteres. Cisneros alcanzó también el cardenalato y los primeros cargos del reino, desde los cuales impulsó una reforma del clero encaminada a erradicar conductas como las de su valedor. El estilo de vida aseglarado de don Pedro, sin embargo, rebrotaría en otros eclesiásticos del linaje Mendoza.

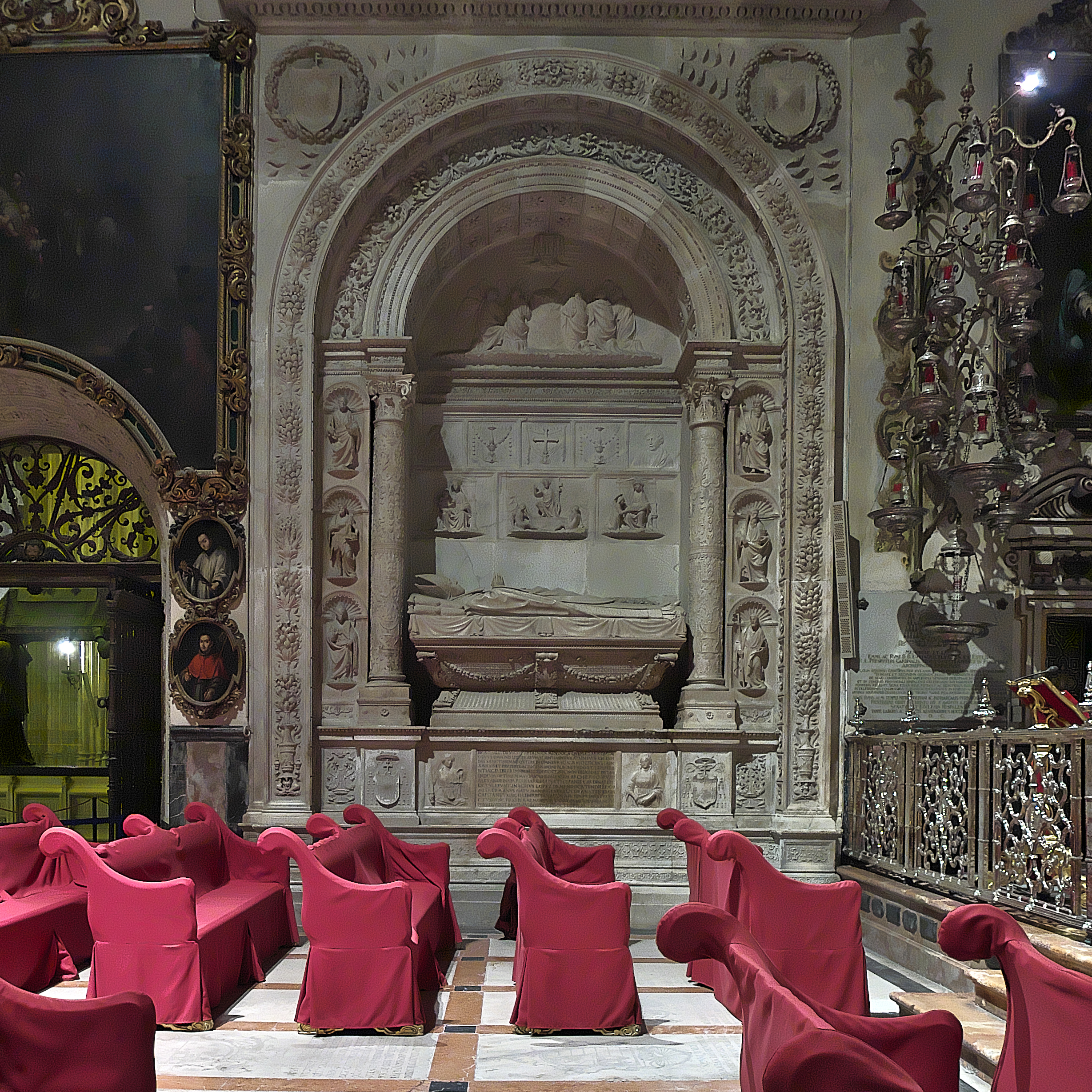
Sepulcro del cardenal Diego Hurtado de Mendoza y Quiñones (1444-1502), arzobispo de Sevilla y patriarca de Alejandría, hermano del I marqués de Mondéjar. Fue el segundo de los cuatro cardenales de su linaje. Para su enterramiento eligió la Capilla de la Virgen de la Antigua de la Catedral de Sevilla, que había engrandecido y alhajado a sus expensas. Dispuso que en el diseño y ejecución del monumento «no se mezcle con la otra obra ninguna cosa françisca ni alemana ni morisca syno que todo sea romano». Su hermano el conde de Tendilla, visitador real de obras, contrató en Génova para realizarlo al florentino Domenico Fancelli, seguidor de Mino da Fiesole y de Giovanni Dalmata, que habían labrado el sepulcro de Paulo II (1475). El cuerpo del cardenal fue sepelido en el arcosolio en 1504 y el sepulcro de mármol de Carrara quedó terminado en 1509.

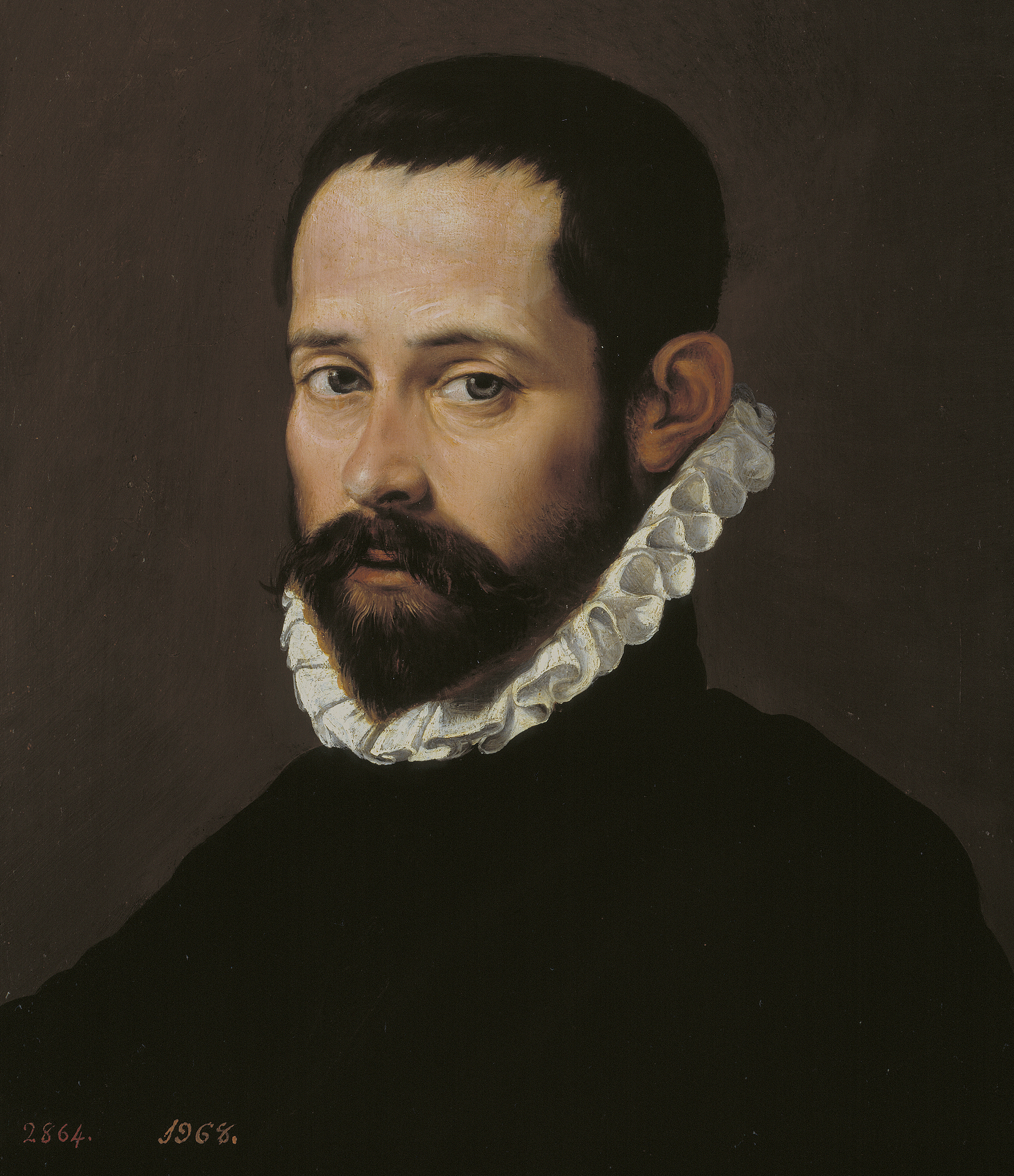
Diego Hurtado de Mendoza, poeta y diplomático, hijo segundo del I marqués de Mondéjar.

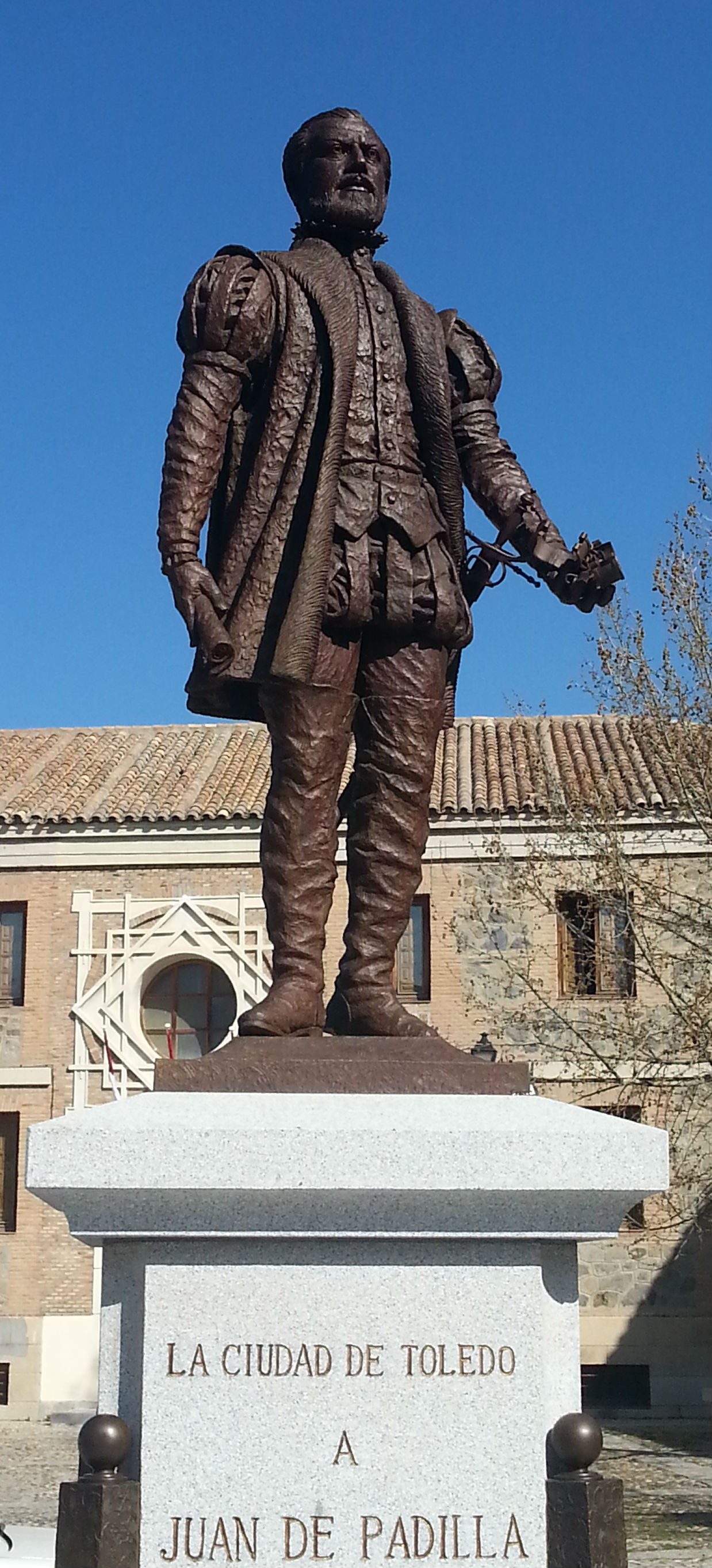
Juan de Padilla.

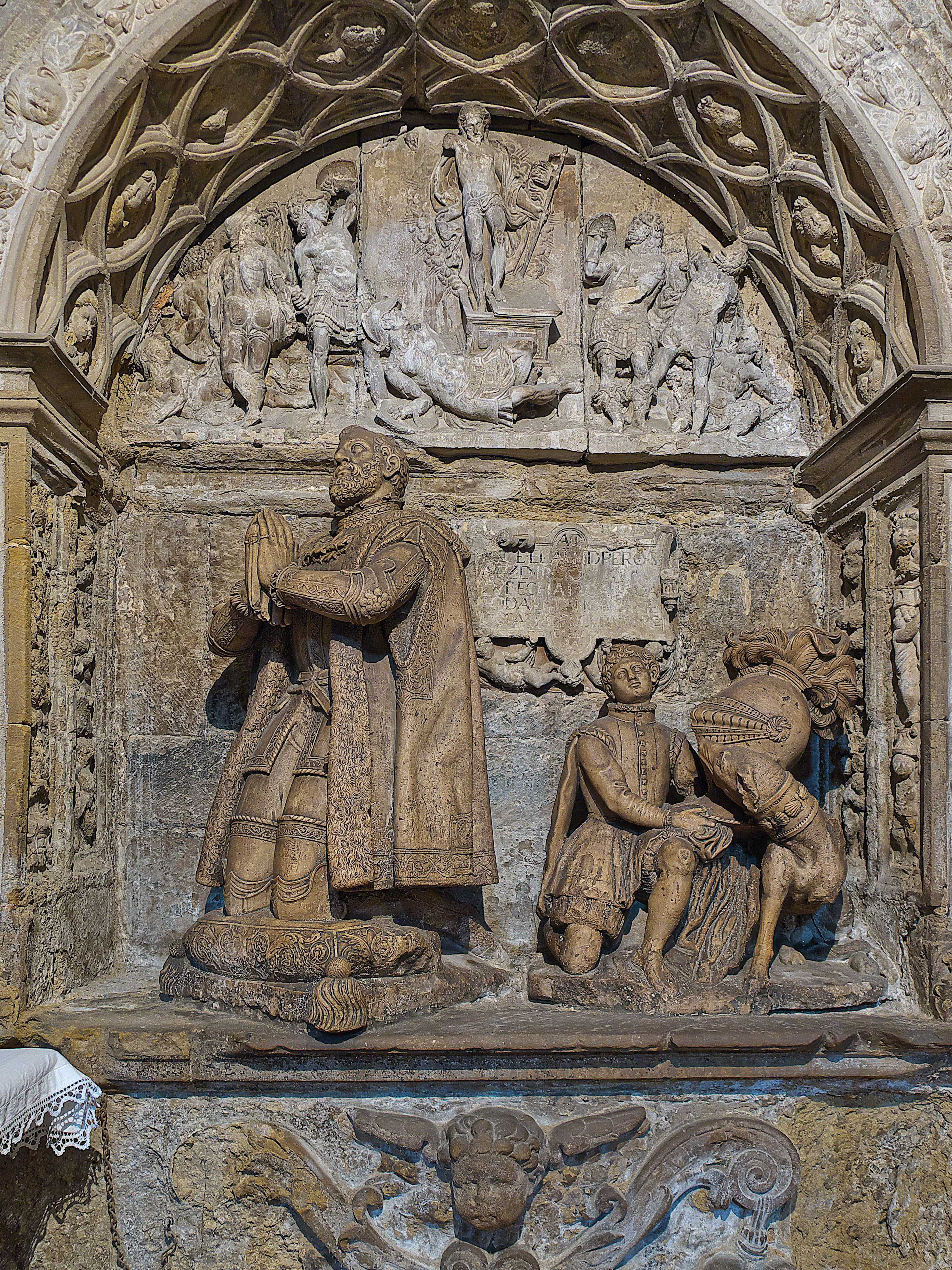
Sepulcro de Martín de Ircio, conquistador de la Nueva España, y de María de Mendoza, su mujer, hija natural del I marqués de Mondéjar, en la Capilla de la Concepción de la Iglesia de Nuestra Señora de la Asunción de la villa de Briones, en la Rioja. Obra de Pedro de Arbulo (1564).

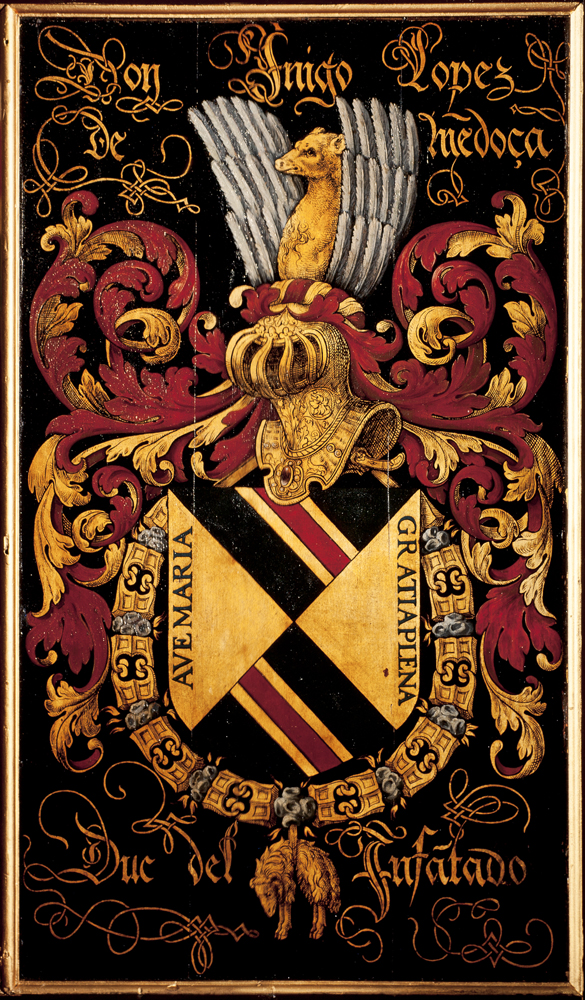
Íñigo López de Mendoza (1493-1566), IV duque del Infantado y cabeza del linaje de Mendoza, fue uno de los caballeros del Toisón de Oro que asistieron en 1559 al capítulo de esta insigne Orden en la Catedral de San Bavón de Gante, donde están representadas sus armas. En 1560, por encargo de Felipe II, acudió a la raya de Francia a recibir a la reina Isabel de Valois, con quien el rey se había casado por poderes, y la condujo con gran pompa hasta Guadalajara, donde se celebraron las velaciones en el palacio del Infantado. Este duque fue primo 3.º y suegro de Íñigo López de Mendoza (1512-1580), III marqués de Mondéjar, capitán general de Granada, virrey de Valencia y de Nápoles, que casó con su hija María. Un hijo menor de este matrimonio, Juan Hurtado de Mendoza, II duque de Mandas, mayordomo mayor de los reyes Felipe III y IV, fue duque consorte del Infantado por su matrimonio con la VI duquesa, Ana de Mendoza de la Vega y Luna, su prima carnal (1554-1633).

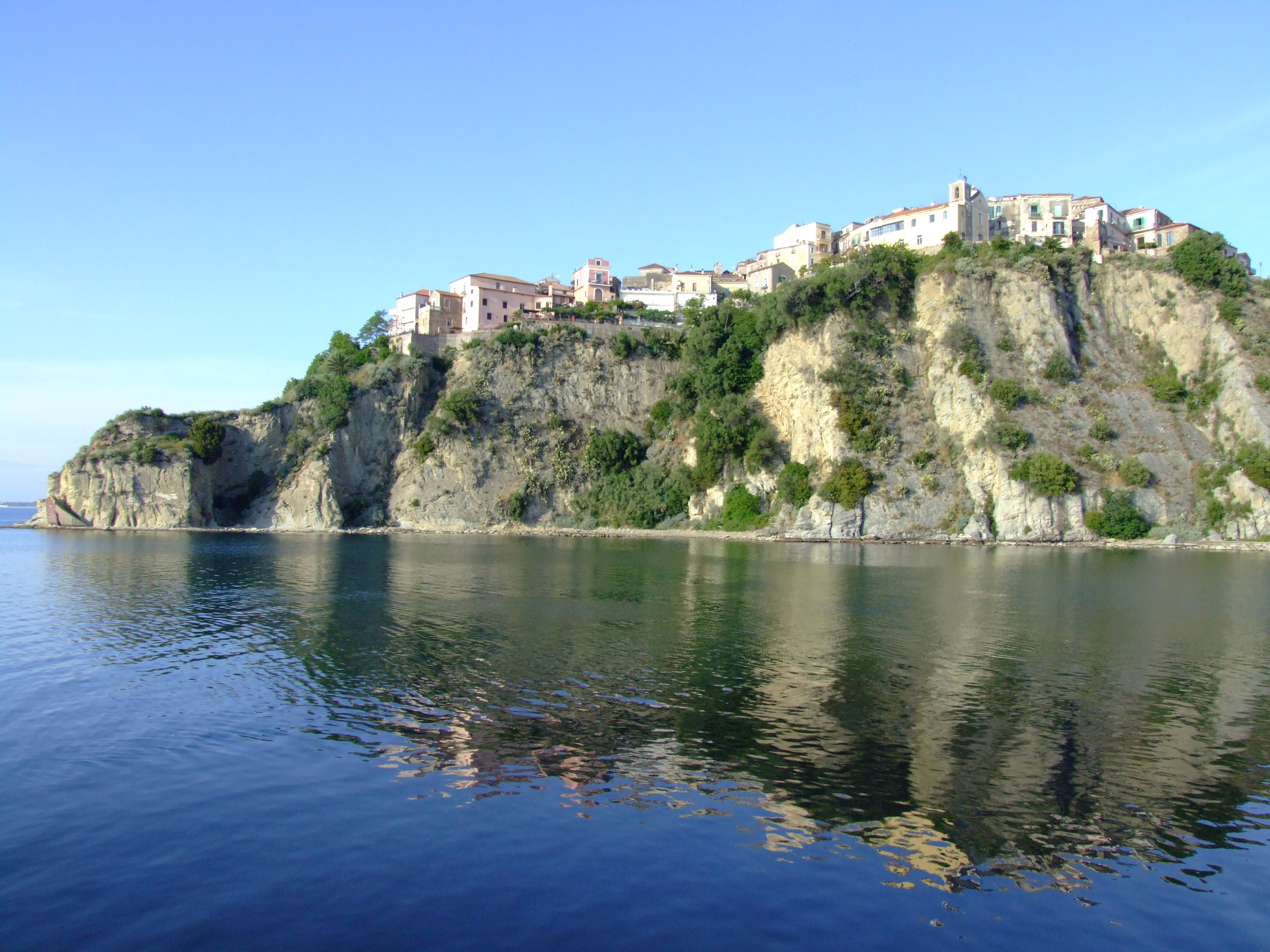
La villa salernitana de Agrópoli se asoma al mar Tirreno desde un alto promontorio.

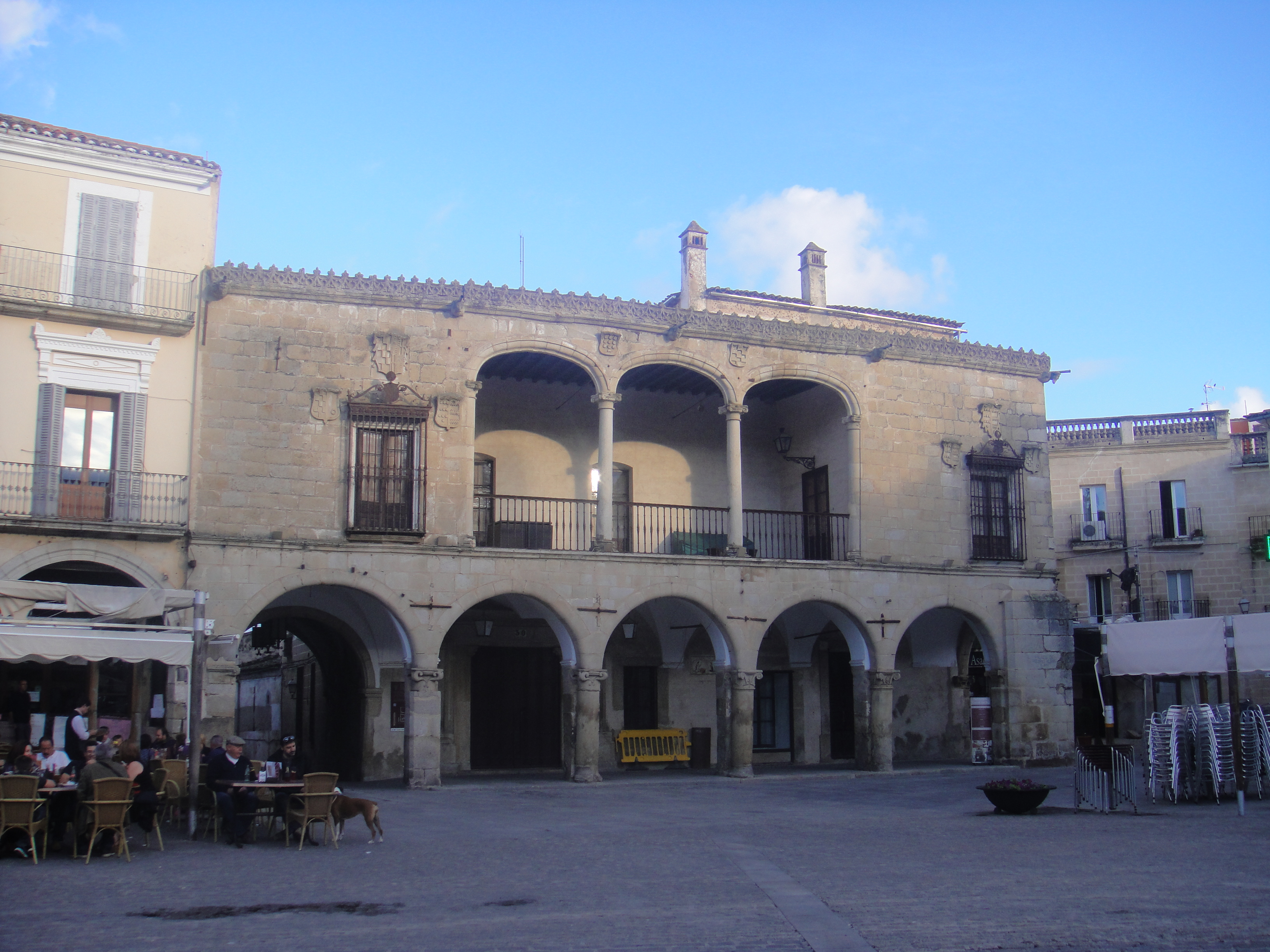
Palacio de los Marqueses de Piedras Albas en la Plaza Mayor de Trujillo. Lo edificaron hacia 1550 Pedro Suárez de Toledo, regidor de la ciudad, nieto de los condes de Oropesa, y Juana de Aragón Piccolomini, su mujer, deuda del Papa Pío II. Su fachada principal, con dos galerías de arcaturas, es un ejemplo característico de la arquitectura edilicia castellana del Renacimiento. La inferior está formada por arcos de medio punto enjarjados que descansan sobre capiteles itálicos, y servía de resguardo a los feriantes que cada jueves se reunían en la plaza. La superior es de arcos carpaneles, ornamentados con platabandas renacentistas. Una crestería con crochet gótico remata el conjunto, híbrido de soluciones góticas y renacentistas.

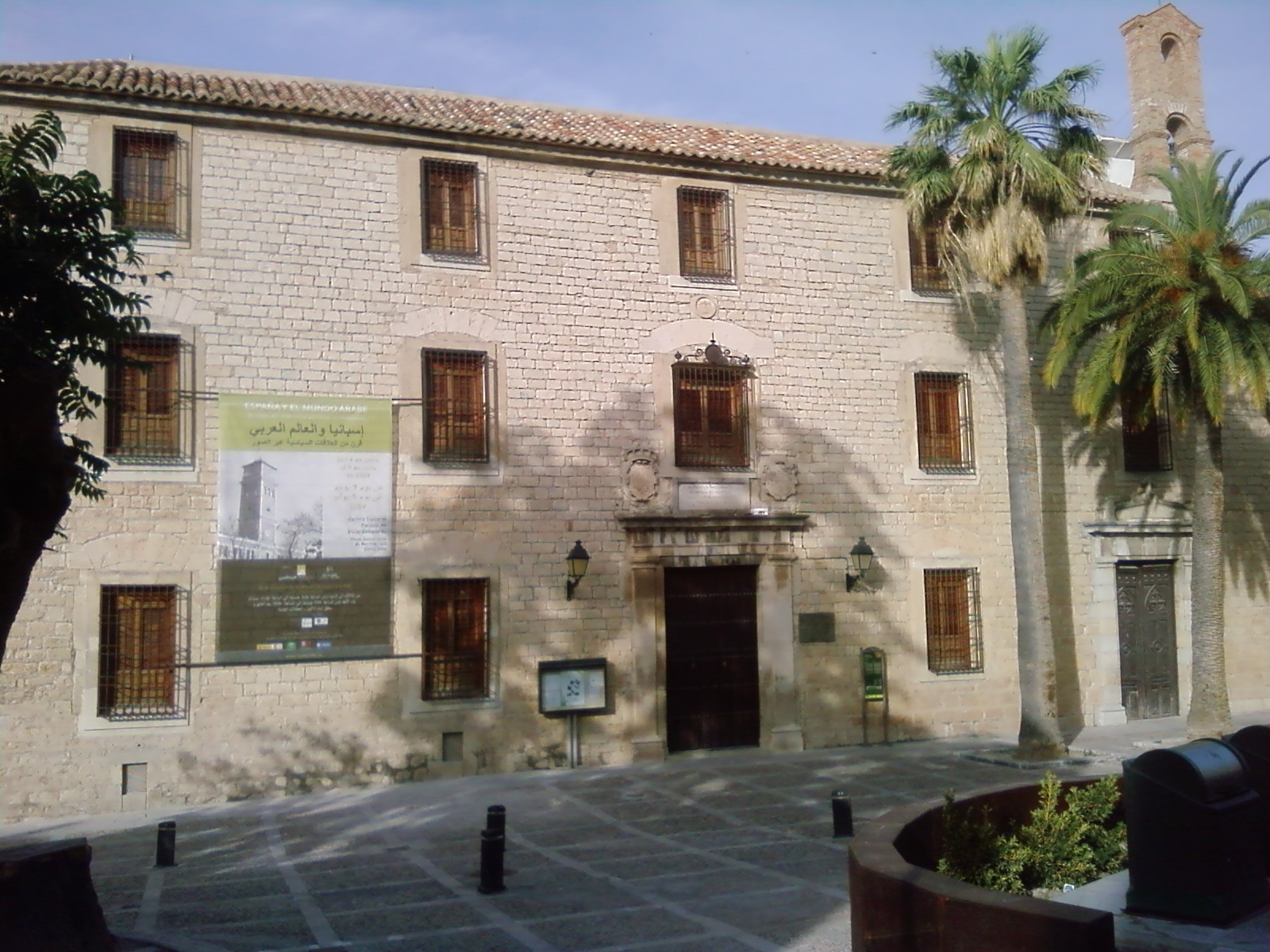
Palacio de los condes de Villardompardo en la ciudad de Jaén.

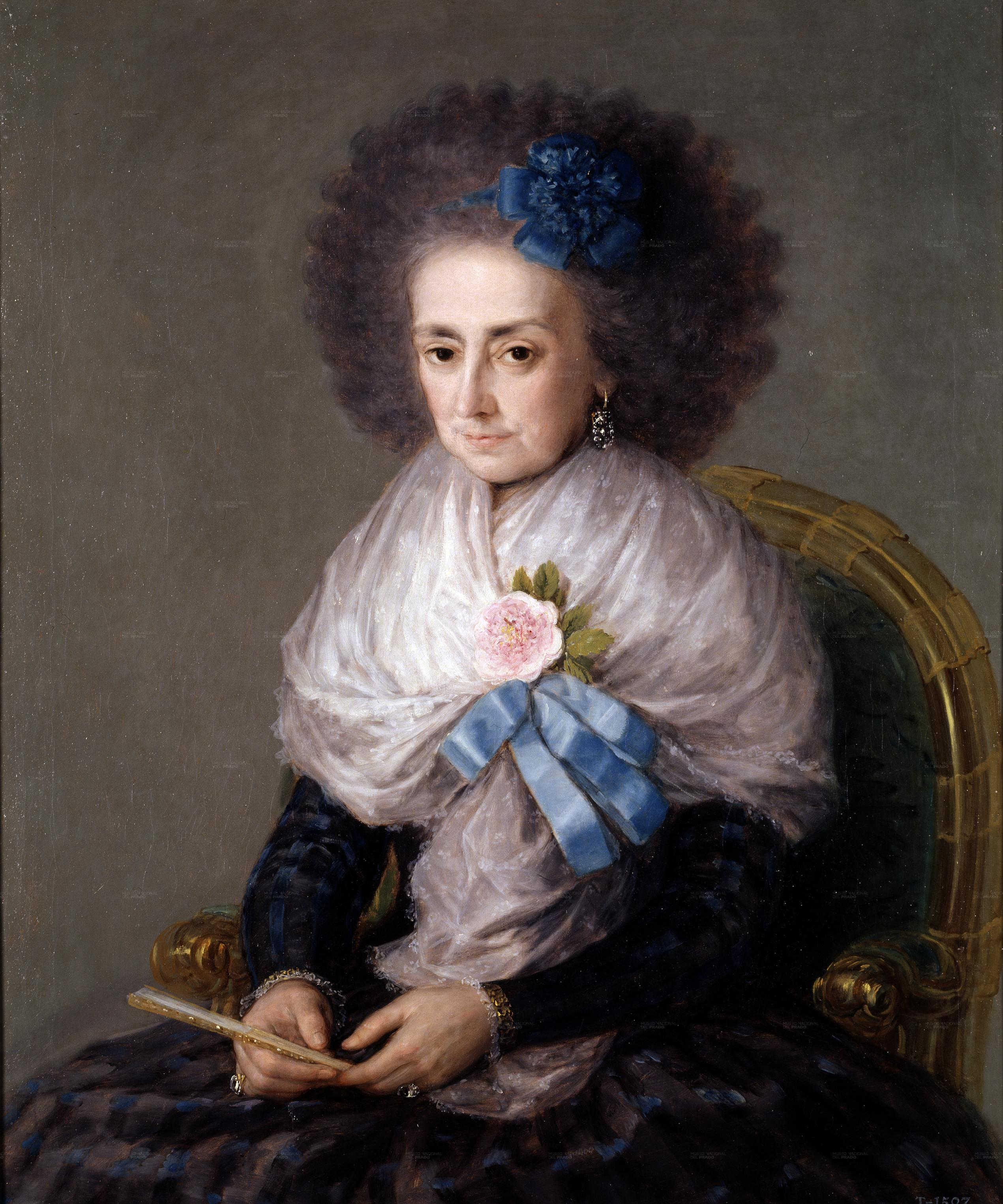
María Antonia Gonzaga y Caracciolo, marquesa viuda de Villafranca, hija de los I duques de Solferino, retratada por Goya (Museo del Prado). Fue la segunda mujer de Antonio Álvarez de Toledo y Osorio, X marqués de Villafranca, caballero del Toisón de Oro, y tuvo por hijos a José, XV duque de Medina Sidonia y por matrimonio duque de Alba, a Francisco de Borja, que sucedió al mayor como duque de Medina Sidonia y marqués de Villafranca, a Pedro de Alcántara, duque de Peñaranda de Duero, a María Ignacia, duquesa de Sessa, y a María de la Encarnación Álvarez de Toledo y Gonzaga —la mayor de todos—, que casó con Juan de la Cruz Bellvís de Moncada y Pizarro (1756-1835), XVI marqués de Mondéjar.

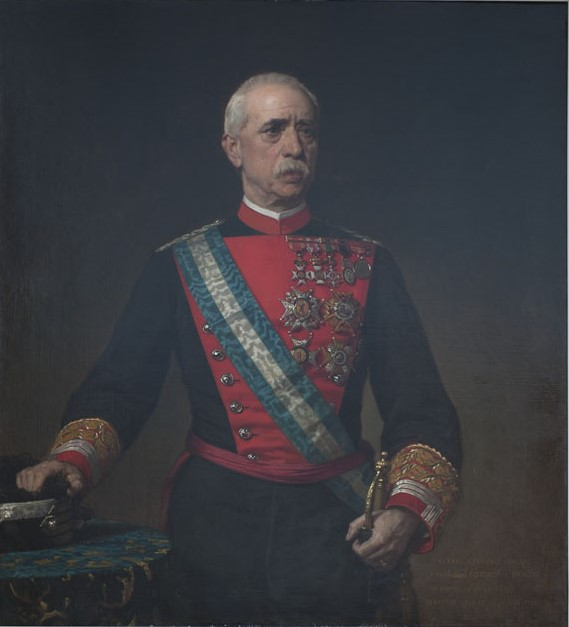
El mariscal de campo Fernando Cotoner y Chacón, I marqués de la Cenia y V de Ariany, grande de España, gobernador de Puerto Rico, ministro de la Guerra, director de la Guardia Civil, caballero de Calatrava y gran cruz de Carlos III.

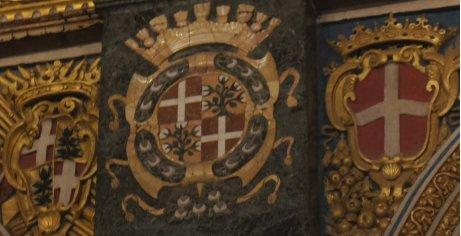
Armas de Rafael y Nicolás Cotoner y de Oleza, grandes maestres de la Orden de San Juan de Jerusalén en el siglo XVII. Capilla de San Jorge, o de la Lengua de Aragón, de la conatedral de San Juan en La Valeta, Malta. En 1717 un sobrino carnal de ambos maestres, Marcos Antonio Cotoner y Sureda, natural y regidor decano de la ciudad de Palma de Mallorca, fue creado marqués de Ariany por el rey Felipe V, a quien había servido en la Guerra de Sucesión Española.

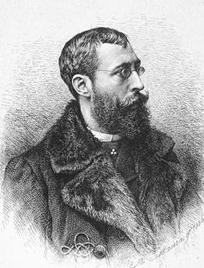
José Cotoner y Allendesalazar (1848-1927), político conservador natural de Palma de Mallorca, diputado a Cortes durante muchos años y primer secretario del Congreso de los Diputados, director general de Administración Local con el ministro Francisco Silvela en el Gobierno Cánovas de 1890, gentilhombre de Cámara de S.M. con ejercicio y servidumbre, hijo segundo del I marqués de la Cenia. Casó con María del Carmen Álvarez de las Asturias Bohorques y Bohorques (1850-1931), condesa de Sallent y XXI marquesa de Mondéjar.

El padre del concesionario del marquesado fue

• Íñigo López de Mendoza (1419-1479), I conde de Tendilla desde 1465, señor de las villas de Huete, Tendilla y Loranca de Tajuña, caballero de Santiago, capitán general de la Frontera de Granada y demás reinos de Andalucía, embajador del rey Enrique IV en el Concilio de Mantua, durante el pontificado de Pío II.

Era hijo de Íñigo López de Mendoza, I marqués de Santillana y I conde del Real de Manzanares, señor de Hita y Buitrago, y de Catalina Suárez de Figueroa, su mujer, que era hermana del I señor de Feria; nieto del almirante de Castilla Diego Hurtado de Mendoza y de Leonor de la Vega, su segunda mujer, señora de la casa de la Vega en las Asturias de Santillana y de la villa de Carrión de los Condes en Tierra de Campos, y materno de Lorenzo I Suárez de Figueroa, señor de Monturque, maestre de la Orden de Santiago, y de María de Orozco, su segunda mujer, señora de Escamilla y de Santa Olalla.

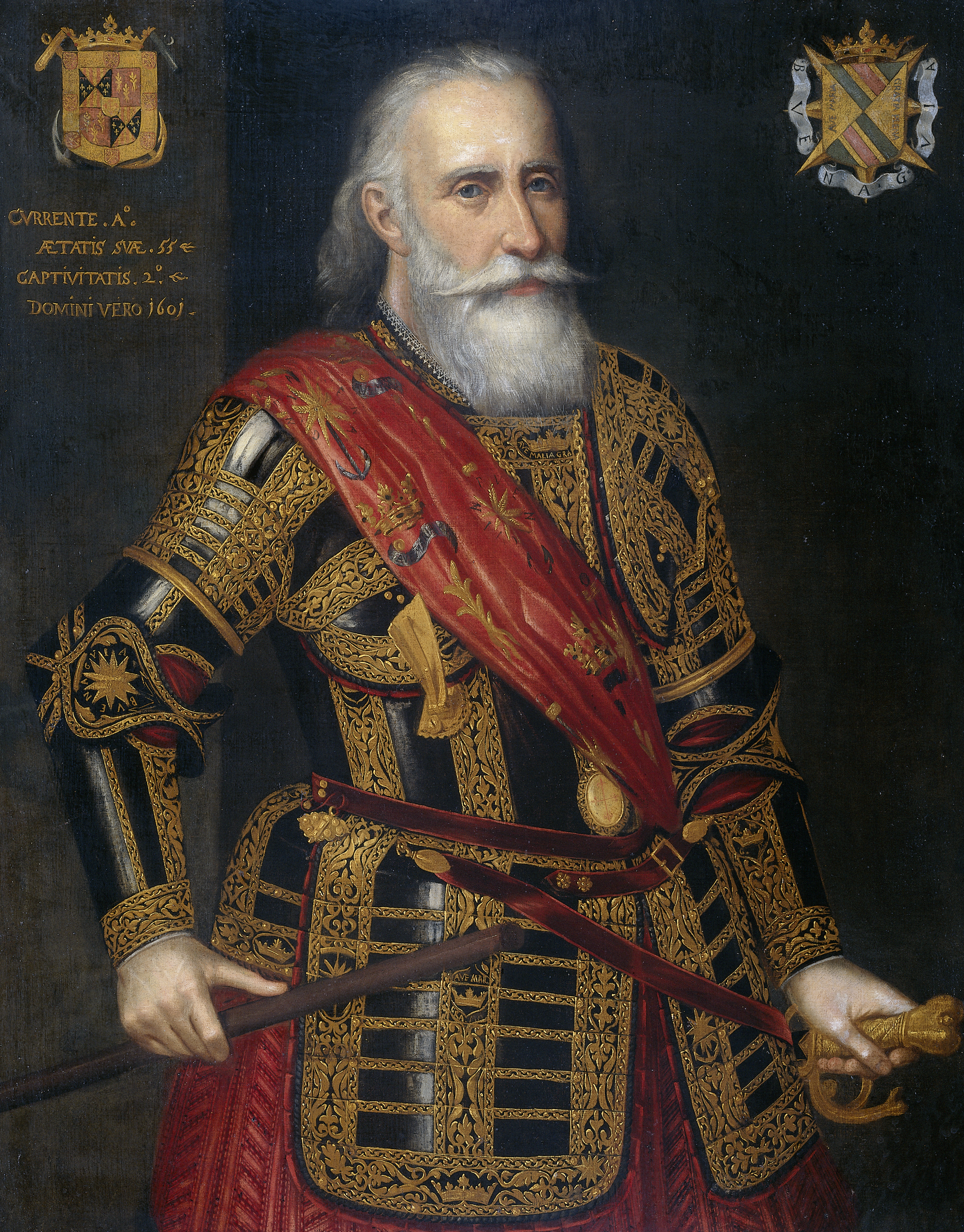
Francisco López de Mendoza, almirante de Aragón y marqués de Guadalest, después obispo de Sigüenza, hijo cuarto del III marqués de Mondéjar.

Casó con Elvira de Quiñones, que trajo en dote parte de la jurisdicción de Mondéjar, como se ha dicho, y era hermana de Suero de Quiñones el del Paso Honroso. Hija de Diego Fernández de Quiñones el de la Buena Fortuna, señor de Luna y merino mayor de Asturias, y de María de Toledo y Ayala, su mujer; nieta de Diego Fernández Vigil de Aller, señor de Lillo y de la torre de Vigil en Asturias, y de Leonor Suárez de Quiñones, señora de Luna, y materna de Fernando Álvarez de Toledo y Meneses, II señor de Valdecorneja, y de Leonor López de Ayala, señora de Torrejón de Velasco.

Los I condes de Tendilla fundaron mayorazgo con Facultad Real, por escritura que otorgaron en Guadalajara el 20 de julio de 1478 ante Diego González, escribano de S.M.
Procrearon los siguientes hijos:
1. Catalina de Mendoza (n.c.1435), que casó con Diego Gómez de Sandoval y Rojas (n.c.1430), I marqués de Denia, señor de Lerma, hijo de Fernando de Sandoval y Rojas, II conde de Castrojeriz, y de Juana Manrique de Lara. Con sucesión.
2. Íñigo López de Mendoza y Quiñones, que sigue.
3. Mencía de Mendoza, que casó con Pedro Carrillo, su primo segundo (c.1435/40-1493), señor de Albornoz, Torralba y Beteta, hijo de Gómez Carrillo, señor de Albornoz, y de Teresa Álvarez de Toledo, su mujer, en segundas nupcias de esta; nieto de Álvaro Carrillo de Albornoz, señor de Ocentejo y Cañamares, y de Teresa de Mendoza, señora de Cervera y de Pernía, que era hermana del marqués de Santillana, y materno de los I condes de Alba de Tormes. Con descendencia.
4. Elvira López de Mendoza, mujer del aragonés Miguel de Gurrea, señor de la baronía de Sangarrén en los Monegros, hijo de Lope de Gurrea, que erigió en baronía dicho estado en 1379. No tuvieron descendencia.[7]
5. Pedro de Mendoza y Quiñones, que desde 1477 poseyó la baronía de Sangarrén por cesión de su padre, quien la había comprado a Miguel de Gurrea, su yerno, todo con facultad de Fernando el Católico. Para eludir ciertos pleitos, Pedro la vendió a su vez a su hermano el arzobispo de Sevilla, reservándose el usufructo y el tanteo y al precio de 35.000 florines de oro. Casó con Juana Núñez Cabeza de Vaca, señora de Albesa y Algerri en el condado de Urgel. Sus descendientes en el reino de Aragón fueron barones de Sangarrén y por entronque condes de Robres, conservando hasta el siglo XVIII el apellido Mendoza, aunque no la varonía.[7]
6. Y Diego Hurtado de Mendoza y Quiñones (1444-1502), obispo de Palencia, arzobispo de Sevilla, patriarca de Alejandría y cardenal de la Santa Iglesia Romana, el segundo de su linaje, del título de Santa Sabina.

En 1479 entró a poseer el mayorazgo y casa de Tendilla su hijo

• Íñigo López de Mendoza y Quiñones, el Gran Tendilla (1440-1515), I marqués de Mondéjar y II conde de Tendilla, alcaide perpetuo de la Alhambra de Granada, capitán general de este reino, comendador de Socuéllamos en la Orden de Santiago. Mandó las tropas castellanas que pusieron sitio a Loja, participó en la Toma de Granada y fue embajador de los Reyes Católicos cerca del Papa Inocencio VIII.

 
Casó dos veces: primera con Marina Lasso de la Vega y Mendoza, su prima carnal (c.1445-1477), que trajo en dote la mitad de la villa de Mondéjar y no dejó prole. Era hija de Pedro Lasso de Mendoza, señor de Valhermoso de Tajuña, y de Inés Carrillo, su primera mujer, señora de Mondéjar; nieta igualmente de los primeros marqueses de Santillana, y materna de Juan Carrillo de Toledo, señor de Mondéjar, y de María de Sandoval. Viudo de esta, Íñigo volvió a casar con Francisca Pacheco, hija de Juan Pacheco, I marqués de Villena, I duque de Escalona, conde de Xiquena, maestre de Santiago, y de María Portocarrero, su segunda mujer, VII señora de Moguer. De la segunda tuvo por hijos a
1. Luis Hurtado de Mendoza y Pacheco, que sigue.
2. María de Mendoza, que casó con Antonio de Mendoza, su deudo, II conde de Monteagudo, señor de Almazán, hijo de Pedro González de Mendoza, I conde de Monteagudo, y de Isabel de Zúñiga y Avellaneda, su primera mujer, de los condes de Miranda. Con posteridad.
3. Diego Hurtado de Mendoza (1503/04-1575).
4. Antonio de Mendoza y Pacheco (c.1493-1552), que sucedió a su padre en la encomienda santiaguista de Socuéllamos. En 1516 acudió a Flandes para prestar homenaje al nuevo rey Carlos I, y desde entonces permaneció a su servicio, acompañándole en su viaje a España. Fue su embajador en Venecia, Alemania y Hungría, y en 1530 asistió a su coronación por el Papa en Bolonia. Después fue el primer virrey de la Nueva España (1535-1550) y el segundo del Perú, donde murió. Casó con Catalina de Carvajal, dama de Isabel la Católica, hija de Francisco de Vargas, contador mayor de la misma reina, y de Juana de Carvajal, y tuvieron tres hijos:
  1.  Y Francisca de Mendoza, mujer de Alfonso Fernández de Córdoba, II conde de Alcaudete, con sucesión.
5. Francisco de Mendoza y Pacheco (c.1495-1543), obispo de Jaén y consejero del Emperador.
6. María Pacheco y Mendoza (1497-1531), mujer del comunero Juan de Padilla. A la muerte de su marido encabezó la sublevación de las Comunidades de Castilla hasta que capituló ante el rey Carlos I en 1522. Murió exiliada en Portugal, con prole.
7. Y Bernardino de Mendoza (1501-1557), general de mar, alcaide de La Goleta, consejero de Estado y Guerra, contador mayor de Castilla, capitán general de las galeras de España, trece de Santiago y comendador de Mérida y de Estremera en esta Orden. Gobernó dos veces el reino de Nápoles: en 1533 por ausencia del Gran Duque de Alba, y en 1555, con título de virrey, por la del cardenal Pedro Pacheco, su tío, que marchó a Roma en misión diplomática. Sirvió en el asalto al Peñón de Vélez de su hermano el marqués, y después en las Jornadas de Túnez y Argel y en las Batallas de Alborán y San Quintín. Casó en 1523 con Elvira Carrillo de Córdoba, su deuda, que después de viuda fue aya de las infantas Doña Isabel Clara y Doña Catalina Micaela; hija de Pedro Carrillo de Córdoba, de los señores de Alcaudete y Montemayor, y de Leonor Manrique de la Vega, su mujer, señora de Salazar y Palazuelos en la merindad de Villadiego.[10] Tuvieron entre otros hijos a
  1.  Jerónima de Mendoza, primera mujer de Baltasar de la Cerda y Mendoza, su deudo, I conde de Galve, hijo 4.º de Diego Hurtado de Mendoza, I conde de Mélito y de Aliano, gran justicier de Nápoles, alcaide de Guadix, virrey de Valencia, trece de Santiago y comendador de Usagre, y de Ana de la Cerda, señora de Miedes, Galve, Pastrana y Mandayona, y nieto del Gran Cardenal. Con prole.

Además el conde y marqués, durante su segunda viudez, tuvo con Leonor Beltrán, moza hidalga, una hija natural:
8. María de Mendoza, a quien su hermano el virrey casó con Martín de Ircio, caballero muy señalado en la conquista de la Nueva España, adonde había pasado con Narváez; poseedor de varias encomiendas, minas e ingenios en dicho reino, natural de Briones en la Rioja y oriundo de las Encartaciones, hijo de Pedro Sanz de Ircio y de María Jiménez de Ribafrecha.[13] Padres de
  1.  Leonor de Ircio y Mendoza, que casó con Carlos de Luna y Arellano, su pariente, señor de Borobia y mariscal de Castilla, capitán general del Yucatán, hijo de Tristán de Luna y Arellano. Leonor falleció pronto y su marido volvió a casar con María Colón de la Cueva, nieta de Cristóbal Colón.

Por muerte del I marqués, en 1515 le sucedió su primogénito:

• Luis Hurtado de Mendoza y Pacheco (1489-1566), II marqués de Mondéjar y III conde de Tendilla, alcaide perpetuo de la Alhambra y capitán general de los cuatro reinos de Andalucía. En 1520 fue el primer magnate castellano que salió con sus tropas contra los comuneros, a quienes derrotó en Baza y Huéscar. En 1526 ofreció grandes agasajos a los Emperadores Carlos e Isabel con ocasión de su casamiento en Sevilla y de la gira que hicieron por Andalucía. Desde entonces gozó de gran valimiento con el monarca, que apreciaba mucho su consejo. Sirvió en la Jornada de Túnez, donde recibió una lanzada en el costado. Fue virrey de Navarra y presidente de los Consejos de Indias y Castilla.

Casó con Catalina de Mendoza, hermana de su cuñado el conde de Monteagudo. Hija de Pedro González de Mendoza, I conde de Monteagudo, VI señor de Almazán, y de Isabel de Zúñiga y Avellaneda, su primera mujer, de los condes de Miranda y señores de Avellaneda. Tuvieron por hijos a
1. Íñigo López de Mendoza, que sigue,
2. Diego López de Mendoza,[9]
3. Pedro González de Mendoza y
4. Juan Hurtado de Mendoza, que ambos murieron niños,
5. Francisca de Mendoza, que casó en Valencia con Baltasar Maza de Lizana, olim Ladrón de Vilanova († 1556), señor de las baronías de Castalla y Ayora en dicho reino y del feudo de Mandas en el de Cerdeña, hijo de Ramón Ladrón de Vilanova, señor de Castalla y Ayora, y de Luisa de Vich, su mujer; nieto de Baltasar Ladrón de Vilanova y de Aldonza de Rocafull, de los señores de Albatera, y materno de Jerónimo de Vich, señor de Ebo y Gallinera, y de Violante Ferrer.[16] Fueron padres de
 Pedro Maza de Lizana y Carroz, I duque de Mandas y Villanueva y I marqués de Terranova, títulos del reino de Cerdeña. Fue dos veces casado: primera con Rafaela Maza y Rocafull, hija de Luis Maza de Lizana y de Elfa de Rocafull y de Requesens. Este matrimonio fue concertado para transigir las diferencias entre las dos líneas que litigaban por la herencia y estados de Brianda Maza y Carroz, pero la prole que tuvieron se malogró.[16] Y su segunda mujer fue Lucrecia de Corella y Mendoza, su deuda, que en segundas casó con el I marqués de Orani, hija de Jerónimo de Corella y Mendoza, del Consejo de Aragón, primogénito de los condes de Concentaina, y de Guiomar de Moncada, su mujer, de los marqueses de Aytona; biznieta del general Bernardino de Mendoza, ya citado. El duque murió sin descendencia en 1617, habiendo designado por sucesor en sus títulos a Juan Hurtado de Mendoza, su primo carnal, quinto hijo varón del III marqués de Mondéjar, de quien más abajo se hará mérito.
6. María de Mendoza, la Blanca, fundadora del Colegio Máximo de la Compañía de Jesús en Alcalá de Henares, que murió con fama de santidad sin haber tomado estado.[17]
7. Isabel de Mendoza,
8. Ana de Mendoza,
9. Luisa de Mendoza
10. y otras hijas.

En 1566 sucedió su hijo

• Íñigo López de Mendoza (1512-1580), III marqués de Mondéjar y IV conde de Tendilla. En octubre de 1525, siendo capitán general de Andalucía, protagonizó un intento fallido de recuperar el Peñón de Vélez. Fue virrey de Valencia (1572-1575) y de Nápoles (1575-1579).

Casó con María de Mendoza, su deuda (n.c.1520), hija de Íñigo López de Mendoza, IV duque del Infantado y V marqués de Santillana, y de Isabel de Aragón y Portugal, su mujer; nieta de Diego Hurtado de Mendoza de la Vega y Luna, el III duque, y de María Pimentel y Pacheco, de los condes-duques de Benavente, y materna de Enrique de Aragón, el Infante Fortuna, conde de Ampurias y I duque de Segorbe (nieto del rey Fernando I de Aragón), y de Guiomar de Portugal, su mujer, hija del conde de Faro. Tuvieron once hijos:
1. Catalina de Mendoza (1542-1572), que casó con Alonso de Cárdenas, III conde de la Puebla del Maestre, hijo de Pedro de Cárdenas y Figueroa, II conde, caballero de Santiago, y de Isabel de Toledo y Pimentel, su mujer, hermana del III duque de Alba. Catalina falleció en Llerena el 7 de marzo de 1572, y el conde casó dos veces más: con Catalina Carrillo de Mendoza, de los condes de Priego, y con María de Mendoza y Corella, de los de Concentaina, deudas las dos de su primera mujer. Con descendencia extinta.[19]
2. Luis Hurtado de Mendoza, que sigue,
3. Íñigo López de Mendoza, llamado el Catedrático por haberlo sido en Salamanca, embajador en Venecia del rey Felipe II. Casó con María de Mendoza, su deuda, y tras enviudar entró en la Compañía de Jesús y murió novicio. Fueron sus hijos:
  1.  Jorge de Mendoza y Aragón, I marquês de Agrópoli en el reino de Nápoles, que casó tres veces . Tuvo dos hijas de su primer matrimonio y otra del segundo: 
    1.  Y Elvira de Mendoza.
4. Bernardino de Mendoza, canónigo y capiscol de la Catedral de Toledo,
5. Francisco López de Mendoza (1547-1623, llamado también Francisco de Cardona), que fue por matrimonio almirante de Aragón y marqués de Guadalest y murió electo obispo de Sigüenza. Vistió el hábito de Calatrava y tuvo la encomienda de Valdepeñas, estudió en Alcalá de Henares y Salamanca, fue general de los tercios de Flandes y mayordomo mayor del archiduque Alberto, desempeñó numerosas misiones diplomáticas y sufrió prisión varias veces a embate de vaivenes políticos. Al final de su vida, ya viudo, se ordenó in sacris y en 1622 Felipe IV le presentó para la mitra seguntina. Fue consagrado obispo pero murió antes de tomar posesión. Casó en 1584 con María Colón Ruiz de Lihori y Cardona, III marquesa de Guadalest y poseedora del dicho almirantazgo, viuda sin prole del conde de Fuentes. Había sucedido en su casa el año anterior por muerte de su hermano Cristóbal y era hija de Sancho Folch de Cardona y Ruiz de Lihori, I marqués de Guadalest, y de María Colón y Toledo, su mujer, de los duques de Veragua. Francisco y María litigaron por la casa de Veragua y solo tuvieron una hija, que murió niña.
6. Diego Hurtado de Mendoza, que no dejó posteridad,
7. Antonio de Mendoza, que murió niño,
8. Isabel de Mendoza,
9. Elvira de Mendoza, que casó en Nápoles en 1576 con Pedro de Toledo Osorio (1546-1627), V marqués de Villafranca II duque de Fernandina, príncipe de Montalbán, concesionario de la grandeza de España otorgada a su casa en 1623, quien casó en segundas con Juana Pignatelli y fue de los Consejos de Estado y Guerra, capitán general de las galeras de Nápoles, general de la Caballería de España, gobernador del ducado de Milán y electo virrey de Nápoles, hijo de García de Toledo Osorio, IV marqués de Villafranca, etc., virrey de Sicilia y de Cataluña, y de Victoria Colonna de Aragón, de los duques de Paliano. Con descendencia en que siguió la casa de Villafranca.
10. Juan Hurtado de Mendoza (1555-1624), duque consorte del Infantado y por derecho propio II duque de Mandas y Villanueva y II marqués de Terranova (títulos feudales del Reino de Cerdeña), mayordomo mayor de los reyes Felipe III y Felipe IV y también caballerizo mayor de este último. Casó en 1594 con Ana de Mendoza de la Vega y Luna, su prima carnal (1554-1633), VI duquesa del Infantado, VII marquesa de Santillana, y VII del Real de Manzanares, que estaba viuda desde 1587 de Rodrigo de Mendoza, su tío carnal, de quien tenía dos hijas por las que siguió su casa. Hija subrogada en la primogenitura de Íñigo López de Mendoza de la Vega y Luna (1536-1601, hermano de la madre de Juan), V duque del Infantado, y de Luisa Enríquez de Cabrera, su mujer, de los almirantes de Castilla y duques de Medina de Rioseco. Mediante este matrimonio, los Mendoza intentaban mantener en su varonía original a la casa que ostentaba la jefatura del linaje. Pero no dio el fruto esperado de un varón, sino solamente otras dos hijas:
  1.  y Ana de Mendoza (c.1598-1629), III duquesa de Mandas y Villanueva y III marquesa de Terranova, que casó en 1616 con Francisco Diego López de Zúñiga y Sotomayor (1596-1636), VII duque de Béjar y VII de Plasencia, marqués de Gibraleón, IX conde de Belalcázar y de Bañares, vizconde de la Puebla de Alcocer, grande de España. Ana de Mendoza murió sin prole en 1629, habiendo designado por sucesor en los títulos que poseía a su marido, el cual volvió a casar con Francisca de la Cerda y tuvo descendencia en que siguieron los ducados de Béjar, Plasencia y Mandas y Villanueva.
11. Enrique de Mendoza, gemelo del anterior, que murió en 1599 siendo estudiante en Salamanca,
12. Y Pedro González de Mendoza, que vistió el hábito de San Juan y fue comendador del Viso, bailío de Lora y general de las galeras de esta Orden, embajador de ella cerca de S.S. y de S.M.C. y, según parece, también tricopler o cabeza de la Lengua de Inglaterra y prior de Hibernia.[20] Sirvió a S.M. como maestre de campo en la Guerra de Portugal y fue de su Consejo de Guerra.

En 1580 sucedió su hijo mayor:

• Luis Hurtado de Mendoza (1543-1604), IV marqués de Mondéjar y V conde de Tendilla, señor de la «provincia» de Almoguera y de las villas de Meco, Valhermoso, Anguix, Aranzueque y Fuentenovilla, alcaide de la Alhambra y capitán general de Granada.

Casó dos veces: primera con Catalina de Mendoza, su tía 2.ª, viuda sin prole y heredera de Francisco de Mendoza el Indio, señor de Estremera, hija del general Bernardino de Mendoza, alcaide de La Goleta, virrey de Nápoles, contador mayor de Castilla, consejero de Estado y Guerra, capitán general de las galeras de España, trece de la Orden de Santiago y comendador de Mérida y de Estremera, y de Elvira Carrillo de Córdoba, su mujer, aya de las infantas Doña Isabel Clara y Doña Catalina Micaela. Esta señora y su primer marido ya fueron filiados más arriba como nietos del I marqués de Mondéjar.

Y contrajo segundas nupcias hacia 1570 con Beatriz de Córdoba, de quien no tuvo sucesión, hija de Fernando Folch de Cardona Anglesola y de Requesens, II duque de Soma, II conde de Oliveto y V de Palamós, VI barón de Bellpuig, etc., y de Beatriz de Córdoba o de Figueroa, su mujer, de los condes de Cabra y duques de Sessa.

De la primera tuvo por hijo único e inmediato sucesor a
Íñigo López de Mendoza (1568-1592), VI conde de Tendilla, malogrado mozo que premurió a su padre sin posteridad, estando concertado para casar con Ana de Silva, su deuda, hija de Ruy Gómez de Silva, I duque de Pastrana (antes de Estremera), príncipe de Éboli, adelantado de Cazorla, sumiller de corps del rey Felipe II, y de Ana de Mendoza y de la Cerda, II duquesa de Francavilla y marquesa de Algecilla, II princesa y III condesa de Mélito.

Al IV marqués le sucedió su sobrino (hijo de su hermano Íñigo López el Catedrático)

• Íñigo López de Mendoza (c.1580-1647), V marqués de Mondéjar y VII conde de Tendilla, embajador de Felipe II. Padre de
1. Íñigo López de Mendoza y Vargas, que sigue,
2. María López (o Hurtado) de Mendoza, que seguirá.

Sucedió su hijo

• Íñigo López de Mendoza y Vargas (+ 1656), VI marqués de Mondéjar y VIII conde de Tendilla. 

En 1656 sucedió su hermana

• María López de Mendoza (+ 1662), VII marquesa de Mondéjar y IX condesa de Tendilla.

En 1662 sucedió su sobrina segunda (arriba filiada como tataranieta del III marqués, hija de la II marquesa de Agrópoli):

• Francisca Juana de Mendoza y Córdoba (c.1640-1679), VIII marquesa de Mondéjar y III de Agrópoli, X condesa de Tendilla.

En 1679 sucedió su hermana

• María Gregoria de Mendoza (1633-1712), IX marquesa de Mondéjar y IV de Agrópoli, XI condesa de Tendilla, casada con Gaspar Ibáñez de Segovia y Peralta (1628-1708), caballero de Alcántara, superintendente de la Casa de la Moneda de Segovia. Este señor fue un notable historiador, autor de una Historia de la Casa de Mondéjar. Murió en su villa de Mondéjar durante la Guerra de Sucesión Española, en la que apoyó tibiamente al bando austracista. Era hermano mayor de Luis, I marqués de Corpa, del hábito de Santiago, corregidor del Cuzco, y de Francisco Ibáñez de Peralta, sanjuanista, gobernador del reino de Chile, e hijo de Mateo Ibáñez de Segovia, señor de Corpa, calatravo, tesorero de Felipe IV y contador mayor de Hacienda, natural de Segovia, y de Elvira de Peralta y Cárdenas, su mujer, que lo era de Madrid. Padres de
1. José López de Mendoza Ibáñez de Segovia, que sigue,
2. Nuño Ibáñez de Segovia y Mendoza y
3. José Félix Ibáñez de Segovia y Mendoza, que ingresó en la Compañía de Jesús en 1698.

En 1712 sucedió su hijo

• José López de Mendoza Ibáñez de Segovia (1657-1734), X marqués de Mondéjar y V de Agrópoli, XII conde de Tendilla, concesionario de la grandeza de España de 1.ª clase otorgada en 1724 por Felipe V. Casó en 1687 con María Victoria de Velasco y Carvajal, hermana del X conde de Haro e hija de los IV marqueses Jódar y nieta del VI duque de Frías. Fueron padres de
1. Nicolás Luis López de Mendoza Ibáñez de Segovia y Velasco, que sigue,
2. Marcos Ignacio López de Mendoza Ibáñez de Segovia y Velasco, que seguirá como XIII marqués,
3. y Catalina Eulalia (Olalla) de Mendoza Ibáñez de Segovia y Velasco, que seguirá después.

En 1734 sucedió su primogénito:

• Nicolás Luis López de Mendoza Ibáñez de Segovia y Velasco (1688-1742), XI marqués de Mondéjar, VI de Agrópoli y XIII conde de Tendilla. Casó con Sebastiana Ruiz de Alarcón y Pacheco, VI marquesa de los Palacios, VIII marquesa de Castrofuerte.

En 1742 sucedió su hijo

• Nicolás María Íñigo López de Mendoza Ibáñez de Segovia y Alarcón (c.1705-1767), XII marqués de Mondéjar, XIV conde de Tendilla, VII marqués de Agrópoli, de Valhermoso, VII de los Palacios y IX de Castrofuerte, grande de España. Falleció el 2 de mayo de 1767.

Casó dos veces: primera el 19 de marzo de 1757 con María Antonia Álvarez de Toledo y de la Cerda, que finó el 25 de febrero de 1765, hija del marqués de Villafranca.

Y contrajo segundo matrimonio el 25 de junio de 1765 con Teresa María de Palafox y Castellet, la cual falleció sin prole el 10 de agosto de 1784, habiendo casado en segundas con el IX conde de Perelada. Al enviudar de su primer marido, esta señora empezó a percibir una pensión que le pagaba el XIII marqués de Mondéjar, tío y sucesor del finado. Y siendo ya condesa de Perelada, liquidaron las deudas pendientes. Era hija de Juan José de Palafox y Centurión y de Josefa Castellet y Rivera, y nieta de Juan Antonio de Palafox Rebolledo y Cardona, V marqués de Ariza y VIII marqués de Guadalest, grande de España, almirante de Aragón, señor de la baronía de Caspe y otras en Aragón y Valencia, caballero de Santiago, y de Francisca de Paula Centurión de Córdoba Mendoza Carrillo y Albornoz, V marquesa de Armunia, y VIII de La Guardia, III condesa de Santa Eufemia, señora de Carrillo, Albornoz y Torralba.

En 1767 sucedió su tío (hermano de su padre)

• Marcos Ignacio López de Mendoza Ibáñez de Segovia y Velasco (c.1695-1779), XIII marqués de Mondéjar, XV conde de Tendilla, VIII marqués de Agrópoli y de Valhermoso de Tajuña, grande de España, mariscal de campo de los Reales Ejércitos, comendador de Montiel y la Ossa en la Orden de Santiago, gentilhombre de Cámara de S.M. con ejercicio y servidumbre. Falleció el 19 de septiembre de 1779.

En 1769 movió pleito contra el anterior alcalde de Tendilla sobre elección de oficios municipales en esta villa.

Estuvo casado con María Teresa de Salas Mauricio, y debió de tener por hija única a:
Águeda Ibáñez de Mendoza, condesa de Tendilla, que murió prematuramente y sin prole en Madrid, colación de San Martín, el 5 de abril de 1778, en vida de su padre, y fue enterrada en el convento de la Concepción Francisca, patronato de su marido. Casó el 17 de junio de 1775 con Joaquín María Ramírez de Haro y Adsor (olim Córdoba Lasso de la Vega, 1753-1812), VIII conde de Bornos y de Montenuevo de Río Leza, grande de España, mariscal de campo, caballero de Santiago, alférez mayor de Motril, el cual volvió a casar con la VII condesa de Murillo, de la que tuvo sucesión. Natural de Cádiz, fue bautizado en el Sagrario de la catedral el 9 de abril de 1753, sucedió en la casa en 1787 (durante su segundo matrimonio) y murió el 26 de agosto de 1812. Era hijo de Onofre Ramírez de Haro VII conde de Bornos y de Montenuevo, concesionario de la grandeza, mariscal de campo, gobernador de Pamplona, y de María Clara de Adsor y Pagés, su primera mujer, natural de Barcelona.

En 1779 sucedió su hermana

• Catalina Eulalia de Mendoza Ibáñez de Segovia y Velasco (Olalla, 1698-c.1780), XIV marquesa de Mondéjar, XVI condesa de Tendilla, IX marquesa de Agrópoli y de Valhermoso de Tajuña, grande de España. Casó con José Vicente Bellvís de Moncada y Exarch, I marqués de Bélgida, VII de Villamayor de las Ibernias y V de Benavites, IX conde de Villardompardo, de Sallent y V de Villamonte, VII adelantado de Nueva Galicia, señor de los Apaseos en la Nueva España, alférez mayor del Reino de Jaén, alguacil mayor y veinticuatro de esta ciudad, señor de varias jurisdicciones y baronías en el reino de Valencia, natural de esta ciudad.

En 1780 sucedió su hijo

• Pascual Benito Bellvís de Moncada y Mendoza (1727-1781), XV marqués de Mondéjar, II de Bélgida, X de Agrópoli, VI de Benavites, de Valhermoso de Tajuña y VIII de Villamayor de las Ibernias, XVII conde de Tendilla, X de Villardompardo, VI de Villamonte, de Sallent, grande de España, caballero del Toisón de Oro, gran cruz de Carlos III y maestrante de Valencia, natural de esta ciudad, gentilhombre de Cámara de S.M. con ejercicio y servidumbre.

Casó con Florencia Pizarro Piccolomini de Aragón y Herrera, III marquesa de San Juan de Piedras Albas, VII de Adeje y V de Orellana la Vieja, XII condesa de La Gomera, grande de España, camarera mayor de Palacio y dama noble de María Luisa, nacida en Madrid y que antes estuvo casada con el V marqués de Adeje, su tío.

En 1781 sucedió su hijo

• Juan de la Cruz Bellvís de Moncada y Pizarro (1756-1835), XVI marqués de Mondéjar, III de Bélgida, XI de Agrópoli, VII de Benavites, de Valhermoso de Tajuña y IX de Villamayor de las Ibernias, XVIII conde de Tendilla, XI de Villardompardo, VII de Villamonte, de Sallent, grande de España, caballero gran cruz de Carlos III, gentilhombre y caballerizo mayor de los reyes Carlos IV y Fernando VII. Casó con María de la Encarnación Álvarez de Toledo y Gonzaga (n. 1755), que era hermana entera de José de los mismos apellidos, XV duque de Medina Sidonia y consorte de Alba, trece veces grande de España (cinco por derecho propio). Hija de Antonio Álvarez de Toledo y Osorio, X marqués de Villafranca, etc., caballero del Toisón de Oro, y de María Antonia Gonzaga y Caracciolo, su segunda mujer, de los duques de Solferino. De este matrimonio nacieron:
1. Antonio Ciriaco Bellvís de Moncada y Toledo, que sigue,
2. y María Antonia Catalina Bellvís de Moncada y Toledo, mujer de Juan de los Ríos Zarzosa y Carvajal, con descendencia.

En 1835 sucedió su hijo

• Antonio Ciriaco Bellvís de Moncada y Toledo (1775-1842), XVII marqués de Mondéjar, V de San Juan de Piedras Albas, IV de Bélgida, X de Agrópoli, X de Villamayor de las Ibernias, XIX conde de Tendilla, grande de España.
 Casó con María de los Dolores Benita de Palafox y Portocarrero (1782-1864), camarera mayor de la reina Isabel II, hija de Felipe de Palafox y Croy d'Havré, de los marqueses de Ariza, y de María Francisca de Sales Portocarrero de Guzmán y Zúñiga, su mujer, X marquesa de la Algaba, en primeras nupcias de esta. Tuvieron dos hijas:
1. María Josefa Simona Bellvís de Moncada y Palafox (1801-1822), XVII marquesa de Valhermoso de Tajuña y V marquesa de Bélgida Premurió a su padre y a su abuelo. Casó con José Álvarez de las Asturias Bohorques y Chacón (1794-1840), hijo segundo del I duque de Gor. Padres de
  1.  y José Álvarez de las Asturias Bohorques y Bellvís de Moncada, que sigue.
2. Y María de la Encarnación Bellvís de Moncada y Palafox (n.1803), VI marquesa de San Juan de Piedras Albas, grande de España, que casó con Félix Alcalá-Galiano y Bermúdez (1804-1862), teniente general de los Reales Ejércitos, ministro del Tribunal Supremo de Guerra y Marina, capitán general de Granada, de Extremadura y de Castilla la Vieja, director general del arma de Caballería, senador vitalicio del Reino, gran cruz de Isabel la Católica, gentilhombre de Cámara de S.M. con ejercicio y servidumbre, hijo de Vicente de Alcalá-Galiano y Alcalá-Galiano y de María de las Mercedes Bermúdez Moñino.[27] De este matrimonio fue unigénito
 Félix Alcalá-Galiano y Bellvís de Moncada, teniente coronel de Caballería, que no dejó sucesión.

En 1842 sucedió su nieto

• José Álvarez de las Asturias Bohorques y Bellvís de Moncada (1822-1852), XVIII marqués de Mondéjar, VI de Bélgida, XI de Villamayor de las Ibernias, XX conde de Tendilla.

Casó con María Luisa Álvarez de las Asturias Bohorques y Giráldez, su prima carnal (1823-1888), la cual volvió a casar en 1854 con Luis Hurtado de Zaldívar y Heredia, marqués de Villavieja. Era hija de Mauricio Nicolás Álvarez de Las Asturias Bohorques y Chacón, II duque de Gor, VII marqués de los Trujillos, V conde de Torrepalma y VIII de Canillas de los Torneros de Enríquez, y de María de la O Giráldez y Cañas, VI condesa de Lérida y VIII vizcondesa de Valoria, camarera mayor de Palacio, dama noble de María Luisa. Fueron padres de
1. José Álvarez de las Asturias Bohorques y Bohorques (1844-1857), primogénito y por ello llamado «conde de Tendilla», que sobrevivió varios años a su padre pero murió adolescente y sin haber sucedido en ninguna merced.[28]
2. María de los Dolores Álvarez de las Asturias Bohorques y Bohorques, que seguirá como XX marquesa,
3. María del Carmen Álvarez de las Asturias Bohorques y Bohorques, que también seguirá,
4. e Íñigo Álvarez de las Asturias Bohorques y Bohorques, que sigue.

En 1857 sucedió su hijo segundo:

• Íñigo Álvarez de las Asturias Bohorques y Bohorques (1851-1883), XIX marqués de Mondéjar, VII de Bélgida, XXI conde de Tendilla (desde 1867). Sin sucesión.

En 1884 sucedió su hermana

• María de los Dolores Álvarez de las Asturias Bohorques y Bohorques (1847-1900), XX marquesa de Mondéjar (pero no de Bélgida, título que quedó vacante hasta 1913), XXII condesa de Tendilla y de Villardompardo (desde 1857).

Casó dos veces: primera en 1875 con Miguel Carranza y del Valle (1841-c.1895), senador del Reino, y contrajo segundas nupcias en 1896 con Lorenzo Rodríguez de Gálvez y Bonilla. Sin prole de ninguno.

En 1902 sucedió su hermana

• María del Carmen Álvarez de las Asturias Bohorques y Bohorques (1850-1931), XXI marquesa de Mondéjar, condesa de Sallent (desde 1857) y XXIII de Tendilla (desde 1902).

Contrajo matrimonio con José Cotoner y Allendesalazar (1848-1927), político conservador natural de Palma de Mallorca, diputado a Cortes durante muchos años y primer secretario del Congreso de los Diputados, director general de Administración Local con el ministro Francisco Silvela en el Gobierno Cánovas de 1890, gentilhombre de Cámara de S.M. con ejercicio y servidumbre. Hijo segundo del mariscal de campo Fernando Cotoner y Chacón, I marqués de la Cenia y V de Ariany, grande de España, gobernador de Puerto Rico, ministro de la Guerra, director de la Guardia Civil, caballero de Calatrava y gran cruz de Carlos III, y de Francisca Allendesalazar y Loyzaga, su mujer, de los condes de Montefuerte, dama noble de María Luisa.

En 1936 sucedió por acuerdo de la Diputación de la Grandeza su hija única:

• María Luisa Cotoner y Álvarez de las Asturias Bohorques (1879-1948), XXII marquesa de Mondéjar, VIII de Bélgida (desde 1913), XI de Adeje, IX de Orellana la Vieja y XII de Villamayor de las Ibernias (los tres desde 1918), condesa de Villardompardo (desde 1913), XXIV de Tendilla y de Sallent (estos dos desde 1936). Casó con José Fernando Cotoner y de Veri, su primo carnal (1872-1955), VII marqués de Ariany, hijo segundo de Nicolás Cotoner y Allendesalazar, II marqués de la Cenia y VI de Ariany, y de Bárbara de Veri y Fortuny, su mujer. Procrearon a
1. José Cotoner y Cotoner (n.1903),
2. Iñigo Cotoner y Cotoner (1905-1919),
3. Nicolás Cotoner y Cotoner, que sigue,
4. Bárbara Josefa Cotoner y Cotoner (n.1907)
5. Fernando Cotoner y Cotoner (1908-1996), conde de Sallent,
6. Luis Cotoner y Cotoner (n.1910), IX marqués de Bélgida, que casó con María Dolores Olives y Ponsich,
7. María Josefa Cotoner y Cotoner (1911-1985), XII marquesa de Adeje,
8. Pedro Cotoner y Cotoner (n.1911), conde de Villardompardo, marido de María del Carmen Cerdó y Serra,
9. Alonso Cotoner y Cotoner (1924-c.2000), XIII marqués de Villamayor de las Ibernias,
10. y María del Carmen Cotoner y Cotoner (n.1912), X marquesa de Orellana la Vieja y V duquesa de Amalfi, título con grandeza de España que obtuvo en 1959 en ejecución de sentencia judicial. Casó con Pedro Seoane y Diana (1901-1986) y tuvieron descendencia en que siguen dichas mercedes.

Sucedió por Carta del 9 de mayo de 1952 su hijo

• Nicolás Cotoner y Cotoner (1906-1996), XXIII marqués de Mondéjar y VIII de Ariany, XXV conde de Tendilla (1906-1996). Licenciado en Derecho, fue teniente de complemento durante la guerra civil española, y alcanzó el grado de general de Caballería tras incorporarse en esta arma y estudiar en la Academia de Caballería de Valladolid. En 1955 fue asignado al servicio del entonces príncipe Don Juan Carlos, como su preceptor, profesor de equitación y preparador para su ingreso en la Academia Militar de Zaragoza. En 1964 el generalísimo Franco le nombró jefe de la Casa de S.A.R. el Príncipe de España, y cuando este accedió al trono le nombró jefe de su Casa con fecha 2 de diciembre de 1975, cargo en el que permaneció hasta el 22 de enero de 1990. Desde esta fecha fue sustituido por Sabino Fernández Campo pero mantuvo el título honorífico de Jefe de la Casa del Rey. Sirvió a la Corona durante todo el proceso de la Transición, facilitando un contacto fluido con los mandos militares y otros estamentos sociales y con el Conde de Barcelona, padre del rey. Don Juan Carlos le calificó de «padre adoptivo» y «fiel consejero». Estaba en posesión de altas distinciones, entre ellas el Toisón de Oro que le fue otorgado en 1977.

Casó con María de la Trinidad Martos y Zabálburu (1915-), V vizcondesa de Ugena, hija del X marqués de Fuentes. Padres de
1. Íñigo Alfonso Cotoner y Martos, que sigue,
2. Marta Cotoner y Martos, condesa de Coruña, que casó con el empresario orensano Valeriano Barreiros Rodríguez, hermano del magnate de la automoción Eduardo Barreiros. Con posteridad.
3. Nicolás Cotoner y Martos, IX marqués de Ariany y XIV de Adeje. Casó con María del Carmen Macaya y de Torres-Solanot, hija de los III vizcondes de Torres-Solanot. Con descendencia.
4. María de la Trinidad Cotoner y Martos, condesa de la Gomera, que casó con Miguel Corsini Freese, hijo de Miguel Corsini y Marquina y de Margarita Freese.
5. Y José Luis Cotoner y Martos, XI marqués de Bélgida. Casó con Margarita Corsini y Freese, hermana de Miguel, su cuñado.

En 1997 sucedió su hijo

• Íñigo Alfonso Cotoner y Martos (n. 1943), XXIV y actual marqués de Mondéjar y XXVI conde de Tendilla. Casó en primeras nupcias con María del Carmen Vidal y Enseñat (1947-1988), y en segundas con María Vega-Penichet López (1952). De la primera tiene por hijos a
1. Olimpia Cotoner y Vidal (1969), marquesa de Villamayor de las Ibernias. Casada con Alfonso Díez de Rivera y Elzaburu, IV marqués de Huétor de Santillán.
2. Íñigo Cotoner y Vidal (1971), XXVII conde de Tendilla,
3. Marina Cotoner y Vidal (1972), XIII condesa de Sallent,
4. y María del Carmen Cotoner y Vidal (1978).